# Johanniterkommende Weißensee

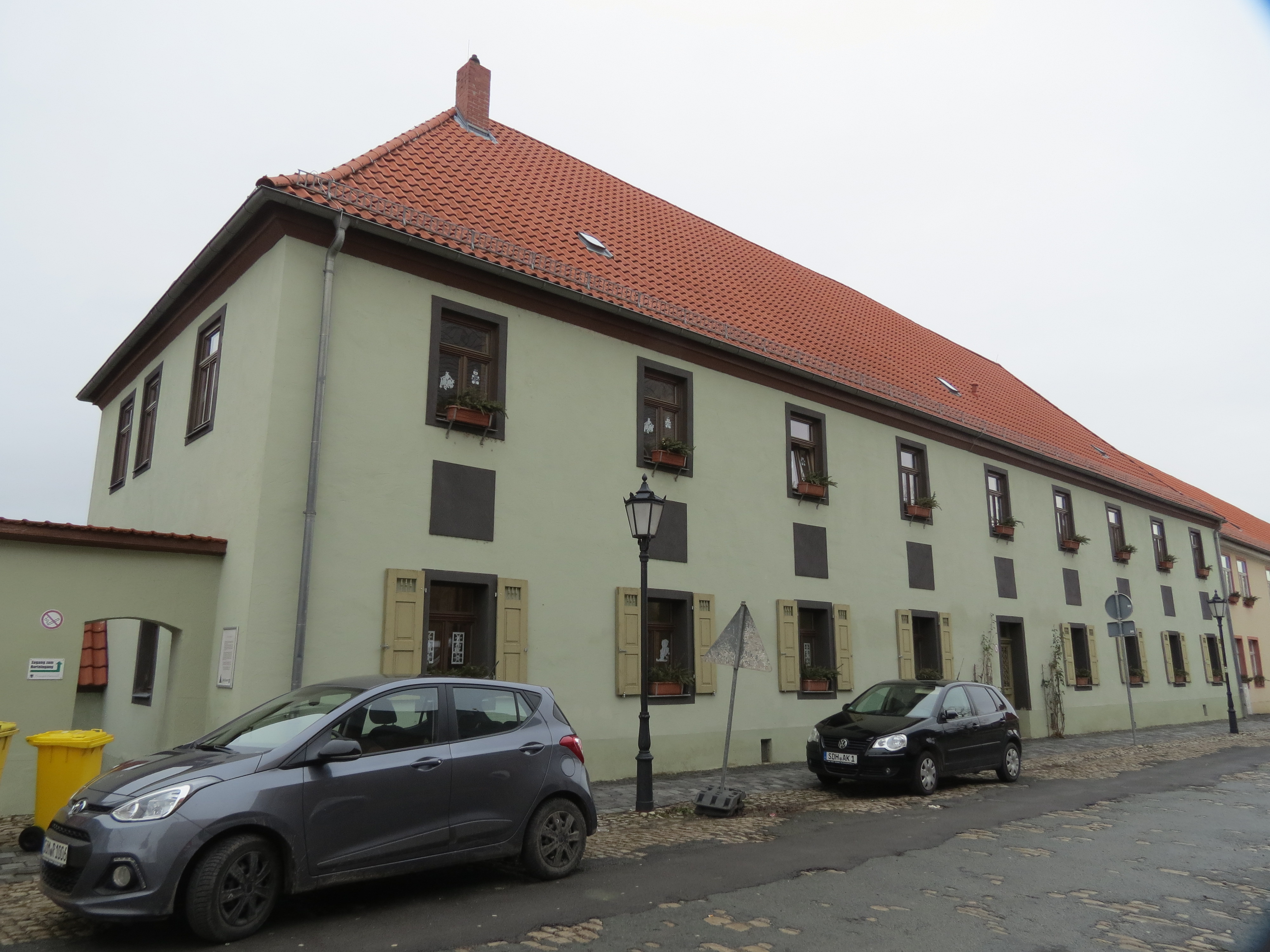
Der Pfaffenhof (ehemaliges Kommendegebäude) in Weißensee

Die Johanniterkommende Weißensee war eine Niederlassung des Johanniterordens in Weißensee im Landkreis Sömmerda (Thüringen). Das Ordenshaus wurde vor 1238 gegründet, im 16. bis 18. Jahrhundert wechselweise verpachtet, vom Orden wieder direkt verwaltet, vom Landesherrn eingezogen, verliehen, vom Landesherrn wieder eingelöst, und erst 1774 dem Orden wieder eingeräumt. 1810 wurde die Kommende aufgehoben und verstaatlicht. Der letzte Kommendator blieb jedoch bis zu seinem Tod 1814 im Besitz seiner Pension. 1814 wurde die Kommende schließlich auch formal aufgelöst und die Erträge wurden kameralisiert. 1815 wurde der Ordenshof preußische Staatsdomäne und 1828 in Einzelparzellen verkauft.

## Lage
Die Gebäude und Gärten der Kommende lagen im Innenstadtbereich (Oberstadt) von Weißensee gegenüber der Kirche. Es war das große Grundstück, das von der heutigen Pfaffengasse im Westen bis zur Schäfergasse im Osten reichte. Im Norden begrenzte die Stadtmauer, heute noch Johannismauer genannt, das Areal, im Süden die Straßen Marktplatz und Johannesstraße. Das Hauptgebäude der Kommende war bzw. ist der heutige, sogenannte Pfaffenhof am Marktplatz gegenüber der Kirche (Marktplatz 21). Die Wirtschaftsgebäude lagen östlich des Hauptgebäudes und auch dahinter, ebenso das ausgedehnte Gartengelände. Dieser Bereich wird heute z. T. vom Areal des Chinesischen Gartens Weißensee eingenommen.

## Stellung der Kommende Weißensee innerhalb der Verwaltungsstrukturen des Ordens
Im 14. Jahrhundert festigten sich in Mitteleuropa die Organisationsstrukturen des Johanniterordens. Die Deutsche Zunge umfasste neben dem Großpriorat Alamania auch das Großpriorat Böhmen (mit wechselnden Zusätzen) und zumindest zeitweise auch das Großpriorat Dacia. Zur Ordensprovinz Alamania gehörten Deutschland, der größere Teil der Schweiz, das westlichste Österreich, das östliche Frankreich (Elsass), die Niederlande, das östlichste Belgien und das westliche Polen. Die Verwaltungseinheiten in der Hierarchie zwischen der Ordensprovinz und den Kommenden wurden Balleien genannt. Die Kommende Weißensee gehörte Mitte des 14. Jahrhunderts zur Ordensballei Thüringen, die damals im Wesentlichen die Gebiete der heutigen Länder Thüringen und Sachsen-Anhalt umfasste. Die im heutigen Thüringen gelegenen Kommenden Schleusingen und Kühndorf wurden allerdings der Ballei Franken zugerechnet. Die Ballei Thüringen selber wurde noch bis in die 1320er Jahre zusammen mit den Balleien Franken und Wetterau zur mittleren (Groß-)Ballei Alamania media gerechnet. Aufgrund der Integration kleiner und kleinster Kommenden in größere Kommenden und auch aufgrund von Verkäufen von Ordenshäusern im 14. Jahrhundert wurde die mittlere (Groß-)Ballei Alamania media bald darauf aufgelöst und der (Groß-)Ballei Alamania superior zugeschlagen. Nach den „Soll-Zahlen zum Personalbestand der deutschen Johanniter vom Jahre 1367“ gehörte die Ballei Thüringen bereits 1367 zur (Groß-)Ballei von Alamania superior.
Im Gegensatz zu den anderen Balleien des Johanniterordens scheint die Ballei Thüringen keine so feste Organisationsstruktur erlangt zu haben. Ein Bailli von Thüringen wird nur selten genannt. Überhaupt sind die Kompetenzen eines Bailli bei den Johannitern viel unbestimmter als etwa im Deutschen Orden. Durch die Konzentration und die Verkäufe von Ordenshäusern bestand die Ballei Thüringen schon 1367 nur noch aus der Kommende Weißensee. Die Ordenshäuser in Kutzleben, Bessingen, Topfstedt und Heilingen (ehemalige Kommenden) waren 1367 schon Membra (oder Filialhäuser) der Kommende Weißensee geworden. Die Kommende Erfurt war 1339 verkauft worden. Die Kommende Weißensee wurde daher bis spätestens Ende des 15. Jahrhunderts der Ballei Franken zugeschlagen; die Ballei Thüringen verschwand gänzlich.
Die Johanniterkommende besaß in der Stadt Weißensee eine derart dominierende Stellung, dass sich keine anderen religiösen Orden in der Stadt ansiedelten. Im 13. Jahrhundert sind allerdings Wirtschaftshöfe des Erfurter Dominikanerklosters, ein Hof des Erfurter Augustinerklosters und ein Hof des Marienstifts in Erfurt nachgewiesen.

## Geschichte
Wann die Kommende in Weißensee gegründet wurde, ließ sich mangels Urkunden nicht ermitteln. Die Lage eines so großen Grundstückes an so prominenter Stelle in der Oberstadt von Weißensee lässt an eine sehr frühe Gründung zur Zeit der Stadtgründung bzw. der Stadterweiterung (um die Oberstadt) nach Osten denken.

### Frühe Geschichte – 13. Jahrhundert
Nach Gerd Schlegel stammt die erste Nennung des Ordenshauses in Weißensee aus dem Jahr 1234; er konnte damit die Angabe bei Walter Rödel (angebliche Erstnennung: 1251) korrigieren. In der Urkunde von 1234 verliehen Landgraf Heinrich Raspe von Thüringen und Konrad Pfalzgraf von Thüringen dem Kloster Walkenried für jährlich 12 Tage die freie Fischerei in ihren Seen bei Weißensee. Die beiden Seen, der Obersee (oder Weiße See) und der Niedersee sind heute verlandet bzw. im 18. Jahrhundert trocken gelegt worden. An erster Stelle in der Zeugenreihe der Urkunde ist Konrad, magister curie Hospitalariorum in Wiszense aufgeführt, sicher der damalige Kommendator des Ordenshauses in Weißensee. Magister war in dieser frühen Zeit der Ordensgeschichte, im 13. Jahrhundert, eine durchaus übliche Bezeichnung für den Kommendator eines Ordenshauses der Johanniter. Der Begriff Hospitalariorum bezieht sich hier nicht auf ein von den Johannitern betriebenes Hospital, sondern ist die damals ebenfalls gebräuchliche Bezeichnung Hospitaliter für die Johanniter. Die Nennung von Magister Konrad an erster Stelle in der Zeugenliste in der genannten Urkunde lässt darauf schließen, dass die Niederlassung 1234 bereits fest etabliert war und wohl schon einige Jahre davor gegründet worden war. 1234 wurde auch die Deutschordenskommende Griefstedt im nur etwa acht Kilometer entfernten Griefstedt gegründet. Die beiden Kommenden hatten später gute Beziehungen zueinander, was bei benachbarten Niederlassungen der beiden Ritterorden Johanniterorden und Deutscher Orden nicht immer der Fall war.
Eine weitere Nennung der Kommende stammt aus dem Jahr 1248. Konrad genannt Unruhe und sein Sohn verkauften den Brüdern der Deutschordenskommende Griefstedt eine zwischen den Äckern der Kommende gelegene Hufe Ackers für die Summe von 12 Mark. Zeugen sind Eckehardus de Stubesforte, Magister in Wiszense und die Brüder Fridricus, dominus Tymo, Bruder Conrad, plebanus de Sommeringen im Namen von Baldewinus, Bruder Conrad de Tuteleibin, Bruder Erinfridus und Bruder Henricus. Die (kleine) Unsicherheit in der Zuweisung zum Johanniterorden besteht darin, dass keine Ordenszugehörigkeit genannt ist. Allerdings war zu dieser Zeit auch kein anderer Orden in Weißensee ansässig, auf den diese Zeugenreihe zutreffen könnte.
In den Kämpfen des Thüringisch-hessischen Erbfolgekrieges, die damals in Thüringen tobten, nahm Graf Albrecht II. von Schwarzburg 1248 die Stadt Weißensee ein, plünderte und verbrannte sie. Man kann sich schwerlich vorstellen, dass die Kommende Weißensee dabei völlig unbeschädigt aus dieser Katastrophe hervorging.
1249 erscheint der Weißenseer Kommendator Johannes in zwei Urkunden als Zeuge, die in Schwäbisch Hall und in Würzburg ausgestellt wurden. Dies deutet darauf hin, dass die Kommende Weißensee schon damals zu den etwas bedeutenderen Häusern des Johanniterordens im fränkisch-thüringischen Raum gehörte (die Ordenshäuser in Schwäbisch Hall und Würzburg gehörten später zur Ballei Franken).
1251 bestätigte der Meister des Johanniterordens in Deutschland, Böhmen, Mähren und Polen, Clemens, dass die Brüder in Wiszinse einen jährlichen Getreidezins in Höhe von 6 Maltern und 3 Scheffeln Erfurter Maßes, der an das Deutschordenshaus Griefstedt aus einem Hof in Griefstedt und der Mühle in Heilingen herrührte, durch die Überlassung von zwei Hufen in Wilstete (Wüstung Wilstedt) abgelöst hätten. Als Zeugen sind die Johanniterbrüder Johannes, Gerhardus, Henricus von Nordhausen, Henricus de Valanga, Heidenricus und der Priesterbruder Aberwinus genannt. Allerdings geht aus der Urkunde nicht hervor, ob sie tatsächlich alle dem Konvent in Weißensee angehörten, was aber sehr wahrscheinlich ist. Zu dieser Zeit hatte die Kommende Weißensee bereits umfangreichen Streubesitz in der näheren Umgebung der Stadt erworben oder geschenkt bekommen, so am Ludersborn, am Obersee, am Siechenhof nördlich der Stadt, im Mittelfeld, in der Bersdorfer Flur, im Oberfeld beim Siechenhof, südlich der Stadt am Diebsteig, am Kahlenberg und am Weinberg bei Bersdorf. Hinzu kam Besitz in der weiteren Umgebung; Wiesen und Weinberge in Wilstedt, Schönstedt, an der Flur Heiliger Berg und in Topfstedt. In Topfstedt hatte auch der Templerorden Besitz geschenkt bekommen und eine Kommende eingerichtet (Kommende Topfstedt).

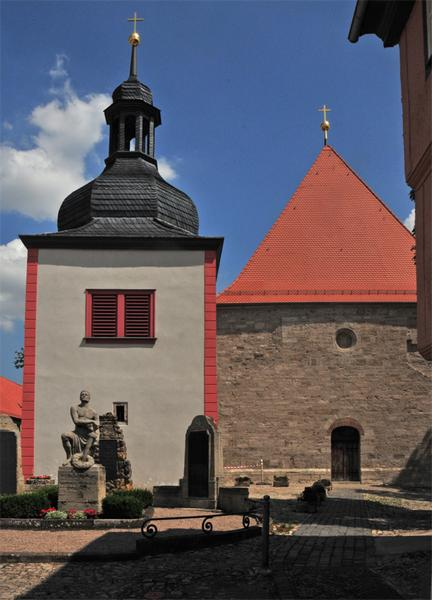
Stadtkirche St. Peter und Paul in Weißensee

1253 erhielten die Johanniter die Bestätigung ihrer Patronatsrechte in Nidda, Mosbach, Rechbach und Mossau sowie auch Weißensee? durch Erzbischof Gerhard I. von Mainz. Da es sich um eine Bestätigungsurkunde handelt und Erzbischof Gerhard sich auf Bestätigungen seiner/seines Vorgängers beruft, muss der Erwerb oder das Geschenk der Patronatsrechte über die Weißenseer Kirchen schon deutlich vor 1251 liegen, da Erzbischof Gerhard sein Amt 1251 angetreten hat.
Schlegel nimmt an, dass das Patronat beide Stadtkirchen St. Peter (und Paul) und die Nikolaikirche umfasste, sowie die außerhalb der Stadt gelegene St. Jakobskirche. 1295 stellte Papst Bonifatius VIII. eine Bulle aus, in der er der Kommende Weißensee den Auftrag erteilte, nur tüchtige Personen zur Bestellung der Kirchenämter zu benennen.

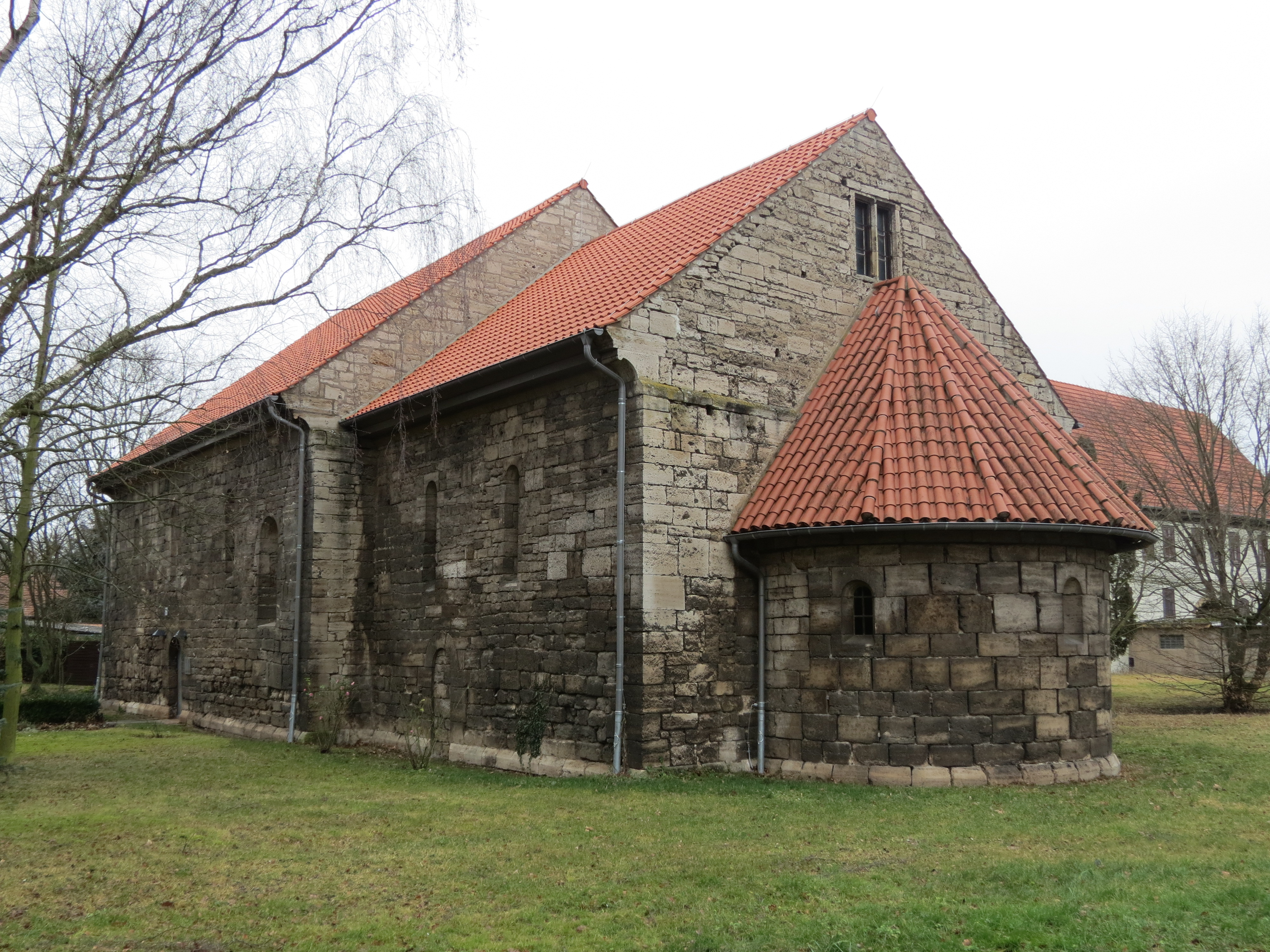
Nicolaikirche Weißensee

Gerd Schlegel bringt den großzügigen Ausbau der Kommendegebäude gegenüber der Stadtkirche St. Petri während des 13. Jahrhunderts in einen Zusammenhang mit dem Verkauf eines Gutes in Topfstedt im Jahre 1256. Unter den Zeugen dieser Urkunde ist auch Baldewinus, praepositus (Vorsteher) des Hospitals in Weißensee (zur Hospitalgeschichte siehe unten). Urkundliche Belege für umfangreiche Baumaßnahmen in dieser Zeit gibt es allerdings nicht.
1265 wurde Weißensee vom Markgrafen von Meißen und damaligen Landgrafen von Thüringen, Albrecht dem Entarteten zur Stadt erhoben. Im gleichen Jahr erhielt die Johanniterkommende Weißensee die Exemtion, die Befreiung von den Lasten und Pflichten eines Bürgers oder einer Institution der Stadt Weißensee, ausgestellt von Papst Clemens IV. Weißensee wurde in der weiteren Folge der Geschichte zur Residenzstadt der Thüringer Landgrafen.
Die guten Beziehungen der Weißenseer Johanniter zur Deutschordenskommende Griefstedt wurden bereits erwähnt, und auch sonst hatte das Johanniterhaus in Weißensee einen guten Ruf. In zwei Urkunden von 1272 über Güterkäufe der Deutschordenskommende Griefstedt fungierte der Vicekommendator von Weißensee, Bruder Wachsmod als Zeuge. Auch in zwei weiteren Urkunden von 1272 und 1274, die eigentlich die Kommende Weißensee gar nicht betreffen, siegelte der Kommendator von Weißensee, da die Aussteller der Urkunden kein eigenes Siegel besaßen. 1296 stellte Landgraf Albrecht II. erstaunlicherweise eine Urkunde für die Stadt Weißensee im Haus der Johanniter in Weißensee aus, und nicht auf der landesherrlichen Burg Weißensee (bei der Stadt).
1279 pachteten die Johanniter den Hof des Erfurter Marienstifts in Weißensee, den diese Institution von Hermann gen. Kezzilburn gekauft hatte und die davor Günther Vitzthum sub salicibus gehört hatte, und mussten dafür einen jährlichen Zins von sieben Schillingen erlegen. Dafür stellte sogar der Prior der Ordensprovinz Alamania, der Johanniter Heinrich von Hermolzheim, eine Bestätigungsurkunde aus.
In einem Brief vom 20. Oktober 1297 informierte der Weißenseer Kommendator Thomas de Wimar den Großmeister des Johanniterordens Guillaume de Villaret über die wirtschaftlichen Verhältnisse der Kommende Weißensee. Vermutlich hatte er im Vorfeld einen (nicht mehr erhaltenen) Brief des Großmeisters mit der Aufforderung zur Zahlung von Überschüssen an die Ordenszentrale erhalten. Nach dem Bericht des Kommendators von Wimar hatte die Kommende Einnahmen in Höhe von 58½ Malter Roggen und 61½ Malter Gerste, von denen dem Haus nach Abzug aller Kosten und Verpflichtungen aber nur 18 Malter bleiben. Sie entsprachen einem damaligen Wert von 6 Mark Silber. Die Erträge von zwei Mühlen, Weinbergen und Ackerland reichten damit nur knapp zum Unterhalt der 20 Brüder des Konvents. Die Einkünfte der Pfarrkirche betrugen 14 Mark Silber. Gerd Schlegel vermutet aber, dass der Kommendator bei den Einnahmen bzw. den Überschüssen etwas untertrieben hat, angesichts der ansonsten soliden wirtschaftlichen Basis.

### 14. Jahrhundert – wirtschaftliche Schwierigkeiten und Konzentration des Ordensbesitzes
Nach dem Verlust von Akkon im Jahr 1291, der letzten Bastion im Heiligen Land geriet der Johanniterorden in eine existenzielle Krise. Der Orden siedelte zunächst nach Zypern über; 1306 begann er mit der Eroberung von Rhodos, um sich dort eine neue Basis im Kampf gegen den Islam zu schaffen. Die Schenkungen blieben aus und der Kampf um Rhodos kostete viel Geld. Zwar erhielt der Orden 1312 die Güter des aufgelösten Templerordens. Doch dieses Geschenk verschärfte die finanzielle Krise zunächst noch mehr, denn die jeweiligen Landesherrn ließen sich die Herausgabe der beschlagnahmten Templergüter oft teuer bezahlen. In Einzelfällen konnten die Johanniter erst Jahrzehnte später die Templergüter übernehmen. Um die Finanzkrise zu bewältigen, wurden zahlreiche kleinere Kommenden, die nicht rentabel zu bewirtschaften waren, verkauft oder als Filialhäuser (Membra) leistungsstärkeren Ordenshäusern zugeordnet. In der Ballei Thüringen konnten die Johanniter die Templerkommende Topfstedt übernehmen. Im weiteren Verlauf der Geschichte musste jedoch 1339 die Johanniterkommende Erfurt verkauft werden. Die drei kleineren Johanniterkommenden Bessingen, Heiligen und Kutzleben sowie die Kommende Topfstedt wurden zu Filialhäusern der Kommende Weißensee herabgestuft.
Auch die Kommende Weißensee musste mit Zustimmung der höheren Ordensinstanzen Landverkäufe vornehmen. So wurde schon 1311 die Kirche in Groß Mehler samt deren Einkünften, die die Johanniter 1264 vom Grafen Heinrich II. von Honstein geschenkt bekommen hatten, an das Magdalenerinnenkloster Schlotheim mit ihrer Priorin Adelheid verkauft.
1315 verkauften Kommendator Burchard und Prior Hermann von der Kommende Weißensee Güter in Niederrieth und Hausen an die Deutschordenskommende Griefstedt, und auch 1316 verkauften sie Land, diesmal in Griefstedt, wiederum an die Griefstedter Deutschordenskommende. Kommendator Burchard nahm am 18. Oktober 1317 an einer Versammlung des Johanniterordens in Frankfurt/Main teil, die Paulus von Mutina, Stellvertreter des Generalvisitators Leonardo de Tiberti in den Ordensprovinzen Alamania, Böhmen, Dänemark, Schweden und Norwegen, für die Ordensprovinz Alamania einberufen hatte. Insgesamt sind nur zehn Priore und Zeugen genannt. Die Aufnahme des Weißenseer Kommendators in diese Liste ist sicher als ein Hinweis auf die Bedeutung der Kommende Weißensee und/oder des Kommendators Burchard in der Ordenshierarchie des Johanniterordens zu werten.
Paulus von Mutina war 1318 Kommendator von Erfurt und Topfstedt. In seiner Amtszeit verpfändete Paulus de Mutina den Ordenshof in Topfstedt an den Grafen Heinrich (den Älteren) von Hohnstein. Nach Schlegel soll die Kommende Topfstedt 1319 mit der Verpfändung an den Grafen von Hohnstein als selbständige Kommende aufgelöst und als Filialhaus an die Kommende Weißensee angeschlossen worden sein. In die Amtszeit des Paulus de Mutina fällt noch eine Entscheidung (1318) über das Patronat der Kirche in Schilfa. Diese wurde dem Kloster Ilfeld durch das Ordenshaus in Weißensee streitig gemacht. Auf welche Urkunden sich diese Ansprüche begründeten, ist nicht bekannt. Letztendlich erhielt das Kloster Ilfeld seinen Besitz doch bestätigt. 1320 gaben Paulus de Mutina und der Weißenseer Kommendator Burkhard gemeinsam ihre Zustimmung zu Landverkäufen in Bindersleben durch die Johanniterkommende Erfurt. Kommendator Burkhard ist in dieser Urkunde als commendatore matricem domum in Wizzense ordinis eiusdem in Thuringia bezeichnet, Weißensee mithin als Mutterhaus der Ordensfilialen in Thüringen.
Nur wenig später wurde Paulus de Mutina Generalpräzeptor in Sachsen, Thüringen, der Mark Brandenburg und dem Wendland. Er scheint aber bei den deutschen Ordensbrüdern nicht besonders beliebt oder geschätzt worden zu sein, denn 1323 machten fünf Kommendatoren wichtiger Ordenshäuser in der Ordensprovinz Alamania eine Eingabe beim damaligen Großmeister Hélion de Villeneuve und forderten die Abberufung Mutinas und dessen Ersetzung durch Albrecht von Schwarzburg. Die Abberufung Mutinas erfolgte schließlich bis spätestens im folgenden Jahr (1324).
Andere Landverkäufe in dieser für den Orden kritischen Zeit sind nur mittelbar bekannt, über die direkten Verkäufe haben sich keine Urkunden erhalten. So verkauften 1322 die Grafen Heinrich und Dietrich von Honstein verschiedene Besitzungen in Trebra, die früher den Johannitern gehört hatten, an das Kloster Oldisleben. Und im gleichen Jahr schenkten die Grafen von Beichlingen eine Flur bei Straußfurt genannt das wal, die früher den Johannitern in Weißensee gehört hatte, an einen Bruder Heinrich, Hofmeister in Straußfurt.
Am 10. Dezember 1324 verkauften Ludwig genannt von Greußen, Generalkommendator der Johanniter in Thüringen, Rudolf, der Prior, und der Konvent des Ordenshauses zu Weißensee 1½ Hufen in Linderbach für 52 Mark Silber an das Peterskloster in Erfurt. Mit dem erlösten Geld sollte der von Paulus de Mutina an den Grafen Heinrich den Älteren von Mansfeld verpfändete Ordenshof in Topfstedt wieder eingelöst werden.
1331 brannte die Stadt Weißensee zur Hälfte nieder. Auch das Rathaus brannte nieder, und die Stadtkirche St. Petri wurde schwer geschädigt. Sehr wahrscheinlich waren auch die Kommendegebäude betroffen. Außerdem mussten die Johanniter als Patronatsherren den Wiederaufbau der Stadtkirche stemmen. Dies vergrößerte die Finanznot der Weißenseer Kommende sicherlich weiter. Der Kommendator der Griefstedter Deutschordenskommende soll sogar Geld für den Wiederaufbau der Stadtkirche in Weißensee gespendet haben. Ein erneuter Stadtbrand ist für 1354 überliefert. Vermutlich wurde die ursprünglich dreischiffige romanische Kirche nach dem Stadtbrand von 1331 (und/oder 1354?) zur gotischen Hallenkirche umgebaut. Im weiteren Verlauf der Geschichte wurden die Kommendegebäude und die Stadtkirche durch den überdachten, sogenannten Pfaffengang über die Straße hinweg miteinander verbunden. Dieser Pfaffengang wurde noch bis in das 17. Jahrhundert hinein erwähnt.
Nach der Übertragung der Weißenseer Hospitäler 1337 an die Johanniter und der Ausstattung mit Landbesitz und Zinsen war ein großer landwirtschaftlicher Betrieb entstanden, der die materielle Grundlage auch der Kommende entscheidend verbesserte. Auf dem Hof wurden Rinder, Pferde, Schweine und Schafe sowie Federvieh gehalten. Auf den Feldern wurden Getreide, Hopfen und später auch Waid angebaut. Zum Betrieb gehörten auch mehrere Weinberge. Auf dem beschriebenen Areal gegenüber der Kirche entstanden das Kommendegebäude und das Konventshaus. Hier standen auch das Hospital (das nach 1337 errichtet worden war), eine Weinkelter, ein Brauereigebäude sowie Stallungen für Rindvieh, Pferde, Schweine, Schafe und Federvieh, ein Taubenhaus und Scheunen. Zum Betrieb gehörten auch eine Kalkhütte außerhalb des Burgtores und ein Steinbruch bei Topfstedt. Außerdem gehörten zum Betrieb einige Wälder bei Oberbösa, Hauteroda, Oberhof, Crawinkel und Ohrdruf. Hinzu kamen noch Fischrechte in den beiden Seen bei Weißensee. Die Einkünfte aus dieser Schenkung mussten zum Unterhalt der Hospitäler verwendet werden. Auch durfte kein Grundbesitz aus dieser Schenkung verkauft werden.
1338 verkauften die Johanniter fünf (Lehen-)Äcker und noch einen dreiviertel (Lehen-)Acker in Waltersdorf um 19 Talente Pfennige weniger vier Schillinge an die Deutschordenskommende Griefstedt. Und 1339 traten Johann Saxe, der nun Kommendator in Weißensee war, sowie vier weitere Johanniterbrüder auch das Eigentum an diesen Lehenäckern an die Deutschordenskommende Griefstedt ab.
1338 spendete Ritter Heinrich Voyt von Straußfurt dem Ordenshaus in Weißensee 8 Pfund Pfennige für eine ewige Frühmesse zum Heil seiner Vorfahren und sein eigenes Seelenheil. Die Urkunde wurde wiederum von (Groß-)Prior Berthold von Henneberg und dem Weißenseer Kommendator Ludwig von Greußen bestätigt.
1339 verkaufte Berthold von Henneberg, prior per totam Alamanniam des Johanniterordens eine Mühle bei Erfurt und einen Garten bei Ilversgehofen, die noch aus dem Besitz der Erfurter Johanniterkommende herrührten, an den Pleban Hermann von Hochdorf. Der Verkauf erfolgte mit Konsens der Kommendatoren und Brüder der anderen Thüringer Johanniterhäuser Weißensee, Kutzleben, Bessingen, Heilingen, Topfstedt und Trebra. Leider sind die Kommendatoren und Brüder nicht namentlich genannt.
Schenkungen kamen in der Folgezeit nur noch spärlich ein. So schenkte Heinrich Reinbot dem Ordenshaus Weißensee 1342 Getreidezinsen zu einem Seelgerät für sich, die nach seinem Tode dem Ordenshaus zugutekommen sollten.
Trotzdem war die Kommende Mitte bis Ende des 14. Jahrhunderts auf dem Höhepunkt ihrer Entwicklung. In dieser Zeit gehörte die Kommende Weißensee zu den bedeutenderen Kommenden im Großpriorat Alamania. Ebenso hatte der Weißenseer Kommendator eine aus der Gruppe der Kommendatoren herausragende Stellung. So war der Weißenseer Kommendator Konrad von Bibra 1371 einer von 27 an der Kapitelsitzung in Heimbach teilnehmenden Kommendatoren (von damals etwa 90 Kommendatoren). Den wichtigen Heimbacher Vergleich zwischen der Ballei Brandenburg und dem Prior der Ordensprovinz Alamania Konrad von Braunsberg von 1382 unterschrieb ebenfalls Konrad von Bibra, als einer von neun Kommendatoren in der Unterschriftenliste. Er ist in dieser Liste als Bailli von Thüringen bezeichnet.

### 15. Jahrhundert – der wirtschaftliche Niedergang der Kommende
Im 15. Jahrhundert erhielt das Weißenseer Ordenshaus noch vereinzelte Seelgerät-Stiftungen. 1428 schenkten der Erfurter Bürger Peter Gramann und seine Frau Käthe der Kommende Weißensee zwei Malter und vier Scheffel Korn und Gerste Erfurter Maßes sowie 3 Pfund und 18 Schillinge Pfennige gelegen zu Vippachedelhausen, Vippach und Marcvippach. Die Mitglieder des Weißenseer Konvents, die alle namentlich genannt sind, besetzten die Pfarrstellen der Patronatskirchen, insgesamt 16 Brüder.
Der Niedergang hatte vor allem lokale Gründe. 1412 kam es zum Kampf zwischen den Markgrafen Friedrich I. und Wilhelm II. von Meißen auf der einen Seite und dem Thüringer Landgrafen Friedrich IV. auf der anderen Seite. Weißensee wurde von den beiden Meißener Markgrafen belagert, hielt aber stand. Man kann sich kaum vorstellen, dass die Flur und die nähere Umgebung von Weißensee unbeschadet blieb.
1420 und 1433 wurde die Stadt Weißensee von schweren Bränden heimgesucht. Hagel vernichtete Ernten, auch sonst waren aufgrund des schlechten Wetters Missernten vorgekommen. Schon 1423 nach dem ersten Stadtbrand überließ Landgraf Friedrich den Weißenseer Bürgern 23 Mark Silber jährliche Zinsen zum Wiederaufbau. Bedingt auch durch diese Ereignisse konnte die Kommende ihren finanziellen Verpflichtungen nicht mehr nachkommen. Die eigenen Äcker waren verwüstet, die Pächter konnten die Pacht nicht mehr aufbringen, und so musste die Kommende Schulden machen.
1420 mussten der Kommendator Johann Kummer und der Konvent des Weißenseer Ordenshauses einen Zins von 1½ Malter Getreide von einer Hufe in Weißensee an das Kartäuserkloster Erfurt zahlen. 1434 mussten Kommendator Heinrich Hetzbold und sieben namentlich genannte Brüder des Weißenseer Ordenshauses einen Kredit von 60 Gulden beim Chorherrenstift der Peterskirche von Jechaburg aufnehmen. Sie mussten als Sicherheit ihr Haus in Weißensee stellen und einen hohen jährlichen Zins von 6 Gulden (also 10 %) bezahlen. Als Rückzahlungstermin wurde festgesetzt wannen es ihnen mogelich ist. Im gleichen Jahr mussten sie ihren Hof in Kutzleben an Heidenreich von Greußen in Erbpacht geben. 1438 musste Landgraf Friedrich das Ordenshaus unter dem Kommendator Heinrich von Heilingestedt mit Berld Hellebach vergleichen. Die Johanniter konnten ein Darlehen in Höhe von 200 Gulden und 150 Gulden aufgelaufener Zinsen nicht mehr begleichen. Der Gläubiger musste auf 100 Gulden aufgelaufener Zinsen verzichten, und die restlichen Zinsen plus das Darlehen wurden in eine jährliche Kornabgabe von 5 Malter Korn umgewandelt. Ein weiteres Darlehen in Höhe von 100 Gulden, das ihnen Heinrich Kalben geliehen hatte, konnten sie ebenfalls nicht zurückbezahlen. Es wurde ebenfalls in einen Naturalzins von einem Malter Korn umgewandelt.
1440 gab der Kommendator Johann Goßmar mit Erlaubnis des Landgrafen Friedrich 32 Acker Weinberge an Bürger in Weißensee in Erbpacht. Mit der Verpachtung der Weinberge erließ Kommendator Johann Goßmar eine Ordnung, wie die Weinberge des Ordens bewirtschaftet und gepflegt werden sollen. Immerhin erbrachte die Erbpacht jährlich ca. 130 Eimer Most oder über 9.000 Liter Wein. Trotzdem bewirkten Verkäufe und Verpachtungen immer noch nicht die nötige Konsolidierung der Finanzen.
1442 mussten Kommendator Johann Goßmar und alle Brüder des Konvents bekunden, dass sie einen Zins in Höhe von 3 Vierdingen Silbers von 9 Mark Silber Kapital, den sie seit alters der Vikarie St. Eustachius in St. Marien in Erfurt schuldeten, wegen Armut ihres Hauses nicht mehr bedienen konnten. Als Ersatz boten sie einen Naturalzins von einem Malter Korn und Gerste von einer Hufe Landes in Willstedt an. Diese Hufe hatten ihnen Peter Grahmann und sein Sohn Balthasar zu einem Seelgerät überlassen.
1440 war Landgraf Friedrich IV. von Thüringen auf der Burg Weißensee gestorben. Die beiden Meißner Markgrafen Friedrich II. und Wilhelm III. teilten sich das Erbe. Thüringen fiel an Herzog Wilhelm. Doch bald darauf kam es zum Krieg zwischen beiden Brüdern. 1450 äscherten kurfürstliche Truppen etwa 60 Ortschaften zwischen Weißensee und Eckartsberga ein. Erst 1451 versöhnten sich beide Brüder unter Vermittlung von Kaiser Friedrich III. in Pforta.
1458 musste die Kommende Weißensee weitere Verkäufe vornehmen. So musste sie dem Kartäuserkloster in Erfurt für einen Kredit von 8½ Mark einen jährlichen (Natural-)Zins von 1½ Malter Korn verschreiben. Und im gleichen Jahr musste sie sich abermals mit dem Kartäuserkloster in Erfurt wegen rückständiger Zinsen und Zehnten von Weinbergen bei Weißensee vergleichen. Anscheinend hatte das Kartäuserkloster Erfurt der Kommende Weißensee ihre Weinberge bei Weißensee gegen einen jährlichen Zins und die Zehnten vergeben.
Eine Seelgerätstiftung des fürstlichen Fischmeisters Heinrich Heller im Jahr 1462 dürfte nur wenig zur Linderung der prekären Finanzsituation beigetragen haben. 1469 verpachtete Kommendator Friedrich von Stein den Ordenshof in Obertopfstedt (früher nur Topfstedt genannt) mit Einwilligung des Stadtrates von Weißensee an Kaspar Magerstedt. Und 1470 verkaufte er den Oberen Hof bei Oberhof an die Grafen von Gleichen. Kommendator Friedrich von Stein musste die Kommende schließlich wegen Misswirtschaft aufgeben. Sicherlich kann ihm aber die finanzielle Misere nicht allein angelastet werden. Auch mit der Stadt Weißensee gab es Probleme wegen von der Stadt nicht gezahlter Zinsen. Vermutlich behielt die Stadt die Zinsen wegen der Vernachlässigung von Bauunterhaltungspflichten ein. Nach dem Vergleich musste die Stadt für sechs Jahre pro Jahr sechs Schock Zinsen nachzahlen, die aber zweckbestimmt zur Instandhaltung der St. Jakobskirche außerhalb der Mauern von Weißensee verwendet werden mussten.
In den 1440er Jahren war auch die Ordensdisziplin soweit heruntergekommen, dass Herzog Wilhelm III. eine neue Klosterordnung für den Konvent in Weißensee anfertigen ließ. Diese Hausordnung ließ er auch an den Großprior der Ordensprovinz Alamania Johann Loesel schicken, mit der Bitte um Verbesserungen falls nötig und gewünscht.
Schon 1490 bemühte sich die Stadt Weißensee den Hof zu pachten oder evtl. zu kaufen. Der Stadtrat fürchtete wohl einen Verkauf der Kommende, oder er sorgte sich zumindest um die Zahlungen der Kommende an die Hospitäler der Stadt. Anscheinend war im Gespräch den Konvent aufzulösen und/oder die Kommende zu verkaufen. Zwar wurde die Kommende nicht verkauft, 1495 ist jedoch kein Konvent mehr nachweisbar.

### Der Konvent in Weißensee
Die Kommende in Weißensee hatte bis weit in das 15. Jahrhundert hinein fast immer einen kleineren oder größeren Konvent von Ordensbrüdern. Man könnte die Kommende Weißensee daher auch als Kloster bezeichnen. Schon 1251 lebten in der Niederlassung in Weißensee drei Priesterbrüder und drei andere Brüder. 1297 bestand der Konvent aus 20 Brüdern, die die Einnahmen der Kommende stark strapazierten. 1337 werden noch elf Johanniterbrüder namentlich genannt, darunter ist der Bailli von Thüringen sowie der Hauskommendator und der Prior der Priesterbrüder. 1338 werden neun Brüder des Johanniterordens einschließlich des Kommendators Ludwig von Greußen und des Priors Konrad von Eisenach erwähnt, darunter aber auch der Kommendator von Heilingen. Es ist also nicht ganz klar, wie viele Brüder sich tatsächlich in Weißensee aufhielten.
In der Zeit der Finanzkrise im Johanniterorden zur Mitte des 14. Jahrhunderts wurde auf der Kapitelsitzung von 1367 der Beschluss gefasst, für jede Niederlassung eine Höchstzahl an Brüdern festzulegen. Für die Kommende Weißensee betrugen die Sollzahlen acht Priesterbrüder und drei Laien. 1428 lassen sich noch insgesamt 16 Brüder namhaft machen. 1488 griff auch Herzog Albrecht in die inneren Angelegenheiten der Kommende ein. Er bestimmte, dass in Zukunft nicht mehr zwölf, sondern nur noch neun Priester in der Kommende tätig sein dürfen, sprich besoldet werden müssen. Wie viele der Priester noch Johanniterbrüder waren, ist aber nicht bekannt. In einem Brief der Stadt Weißensee vom 1. März 1491 an den Großprior Rudolf Graf von Werdenberg-Sargans bitten die Stadtväter, dass die guten Konventsbrüder doch in der Stadt bleiben sollten.
Schon 1495 scheint der Konvent aber nicht mehr existiert zu haben, und er wurde anscheinend auch nicht wieder belebt. Die Weißenseer Kirchen wurden von Weltgeistlichen versorgt, die aber von der Kommende besoldet werden mussten. Die Kommende bestand personell nur noch aus dem Kommendator, der freilich den Hof meist durch einen Verwalter bewirtschaften ließ oder den Hof insgesamt verpachtete.

### Die Visitationen von 1495 und 1541
Die Visitatoren, die 1495 und 1545 in die einzelnen Kommenden von Ober- und Niederdeutschland geschickt worden waren, gaben meist einen detaillierten Bericht über den Personalstand, das Inventar, die Einnahmen und Ausgaben sowie über die Ausstattung und den Zustand der jeweiligen Kirchen. Aus nicht bekannten Gründen wurde für die Kommende Weißensee weder bei der Visitation 1495 noch bei der Visitation 1541 ein derartiger Bericht angefertigt bzw. die Kommende besucht. Der kurze Bericht, der auf dem Provinzialkapitel 1495 in Speyer über die Kommende Weißensee angefertigt wurde, enthält nicht einmal den Namen des damaligen Kommendators. Das Ordenshaus war 1492 für 60 Gulden jährlich an den Johanniterbruder Martin Wynckel, Pfarrer in Linderbach verpachtet worden. Er musste allerdings auch die Verpflichtungen der Kommende für die Geistlichen, die Hospitäler und die die Schulen übernehmen. Im Bericht von 1541 über die Kommende Schleusingen erscheint lediglich eine kurze Notiz, in der der derzeitige Kommendator verspricht, auf der nächsten Kapitelsitzung in Speyer einen ausführlichen Bericht zu geben. Immerhin ist mit Anastasius Smalcz/Schmalz der damalige Kommendator genannt. Ein entsprechender Bericht hat sich nicht erhalten.

### Reformation und Dreißigjähriger Krieg
Im Jahre 1500 folgte auf Herzog Albrecht den Beherzten sein Sohn Georg der Bärtige als Landgraf von Thüringen. Er war ein entschiedener Gegner der Reformation und ließ noch 1523 alle Lutherbibeln in seinem Herrschaftsbereich verbrennen. Er starb 1539 in Dresden. Sein Bruder und Nachfolger Herzog Heinrich, auch der Fromme genannt, war dagegen ein entschiedener Anhänger der Reformation und führte unmittelbar nach seinem Regierungsantritt in den Städten und Dörfern seines Herrschaftsbereiches die Reformation durch. Er beauftragte Philipp Melanchthon mit der Visitation der Kirchen; eine erste Visitation fand schon 1539 statt. Dort ist über Weißensee gesagt, dass man als Prediger laute ungeschickte, unartige, lasterhafte Leute angetroffen habe, die man nicht im Amt dulden könnte. Eine zweite, diesmal wesentlich genauere Visitation erfolgte 1540. Dabei wurde auch ein Verzeichnis der Einnahmen der Kirchen, Pfarren und Schulen aufgenommen. Das Patronat der beiden Stadtkirchen wurde der Stadt übertragen. Die Kirchenkleinodien und Ornate wurden beschlagnahmt und in die Silberkammer des Fürstlichen Rentamtes nach Merseburg gebracht. Die Einkünfte von zwei Kirchen außerhalb der Stadt, der Hospitalkapelle St. Anna und der Kirche St. Jakobus wurden der Hauptkirche übertragen. Die Zahl der Messpriester wurde von damals neun auf den Superintendenten und zwei Diakone reduziert. Hinzu kamen noch ein Kirchendiener und ein Organist. In der Schule waren drei Lehrer für die Knabenschule und ein Lehrer für die Mädchenschule angestellt. Der Ordenshof musste die Geistlichkeit und die Lehrer besolden. Die Geistlichen wohnten bis zur Einrichtung einer gesonderten Superintendentur im Kommendegebäude. Das Grundeigentum des Ordens blieb aber bestehen. Der damalige Kommendator Anastasius Schmalz, der in Schleusingen wohnte und von dort aus die Kommende Weißensee verwaltete, musste den neuen Gegebenheiten zustimmen.
Auf dem Gelände des Ordenshofes ließ er zwei neue Wohnungen für die Diakone errichten. Für den Superintendenten kaufte er ein ehemaliges Rittergut am Markt. In den Jahren ab 1546 gab es dann einen lebhaften Briefwechsel zwischen dem Großprior von Deutschland, dem Herzog August von Sachsen und Bruder des Kurfürsten Moritz, dem Stadtrat von Weißensee und dem neuen Kommendator (ab 1550) Antonius von Königstein über die Stellung der Kommende. Nach dem Tod von Kommendator von Königstein 1555 wurde der Ordenshof um 500 an Caspar Voltzschke Gulden verpachtet. Verbunden mit der Pachtung war jedoch die Besoldung der Geistlichkeit und der Lehrer sowie der Unterhalt des Hospitals. 1563 trat Gilbrecht von Carben sein Amt als Kommendator an. Er hatte nicht nur Streitereien mit dem Weißenseer Stadtrat, sondern auch mit dem Orden. 1565 resignierte er den Ordenshof an Herzog August. Ihm wurde zugesagt, dass er zeit seines Lebens jährlich 50 Gulden Pension und 100 Gulden Dienstgeld erhalte. Er verpflichtete sich aber, von Pension und Dienstgeld jährlich 22 Gulden Responsion an die Ordenszentrale in Malta zu bezahlen.
Herzog August von Sachsen verpachtete nun den Ordenshof an die Stadt Weißensee. 1567 trat der pro forma-Kommendator von Carben allerdings aus dem Johanniterorden aus und die Zahlungen an ihn wurden beendet. Dem neuen Kommendator Johann Georg von Schönborn gelang es bei den Verhandlungen mit Herzog August nicht, den Ordenshof wieder vollständig in seine Hand zu bekommen. Er musste dem mit der Stadt Weißensee geschlossenen Pachtvertrag zustimmen. Er erhielt die mit von Carben vereinbarte jährliche Pension und das Dienstgeld sowie zusätzlich die Zinsen eines an die Stadt Sangerhausen verliehenen Kapitals von 1200 Gulden in Höhe von 60 Gulden. Die Stadt Weißensee bemühte sich aber, den Ordenshof in Erbpacht zu bekommen, womit sie eine bessere Rechtsgrundlage bekommen hätte. Dies wurde aber von Kommendator von Schönborn abgelehnt. Der neue Kommendator Philipp Lucius Snouck, der nach dem Tod von Schönborn 1587 die Kommenden Schleusingen und Weißensee bekommen hatte, war dem Wunsch der Stadt Weißensee gegenüber sehr aufgeschlossen und bereitete sogar einen Erbpachtsvertrag zu besseren Konditionen als die bisherigen Vereinbarungen vor. Der Großprior der Ordensprovinz Alamania verweigerte aber seine Zustimmung. Der Pachtvertrag mit der Stadt Weißensee wurde gekündigt und der Ordenshof einem Verwalter übergeben. In der Folge kam es zu Streitereien des Verwalters und des Ordens mit der Stadt Weißensee, die schließlich Herzog Friedrich Wilhelm gütlich schlichtete. Erst 1593 erfolgte die Rückgabe des Ordenshof an den Orden, die 1594 durch eine Vereinbarung seitens des Ordens und des Großpriors Philipp Flach von Schwarzenberg anerkannt wurde.
Die folgenden Kommendatoren ließen die Kommende durch Administratoren verwalten. So war 1601 Johannes Brunner Verwalter der Ordensgüter. 1603 bis 1608 verwaltete Jacob Eichler die Ordensgüter. Von 1619 bis 1624 war Lorenz Dreg Verwalter, und 1624 bis 1628 Ernst Adolph von Ottern. In den Jahren des Dreißigjährigen Krieges häuften sich die Streitereien mit der Stadt und die wirtschaftlichen Schwierigkeiten des Ordenshofes.
1632 zog der sächsische Kurfürst Johann Georg I. die Kommende Weißensee ein und machte sie zu einem Kammergut. Damals gehörten zu diesem Gut 9 Hufen Land, 26 Acker Wiesen und 9 Acker Weinberge. Die Pacht betrug 5½ Malter Weizen, 5½ Malter Roggen, 8 Malter Gerste und 8 Malter Hafer, aber keine Geldabgaben. Nach den Bestimmungen des Prager Friedens von 1635 musste der sächsische Kurfürst die Kommende den Johannitern wieder zurückgeben. 1636 wurde sie dem Bevollmächtigten des Großpriors von Deutschland Jacob Christoph von Andlau übergeben. Die Besitzstücke der Kommende waren durch den Dreißigjährigen Krieg stark verwüstet worden. Der Kommendebesitz wurde im Volksmund der wüste Hof genannt. Die finanziellen Verpflichtungen der Kommende konnten mit den Einnahmen nicht mehr bestritten werden, und so stieg die Schuldenlast der Kommende stark an.
1649 war Ernst Adolph von Otthera Verwalter des Ordenshofes. 1666 verpachtete der Kommendator Ulrich Forer von Luzern die Kommende an den Schösser des Amtes Weißensee Christian Albini zu Weißensee. 1671 wurde der Pächter Albini wegen einer Beschwerde aus dem Kontrakt entlassen. Die Beschwerde wurde letztendlich zwar abgewiesen, allerdings verstarb Christian Albini bald darauf. 1673 wurden die Witwe und seine Erben wieder in den Pachtvertrag eingesetzt. 1678 traten sie den Vertrag gegen eine Abstandszahlung von 650 Talern und die Zusicherung, dass Verbindlichkeiten in Höhe von 1495 Talern übernommen würden, an den Prinzen Christian von Sachsen-Weißenfels ab. Prinz Christian wurde am 24. August 1689 im Alter von 37 Jahren bei der Belagerung von Mainz tödlich verwundet. Erbe war sein Bruder Johann Adolph I., der zweite Herzog des Herzogtums Sachsen-Weißenfels. Damit war die Kommende Weißensee faktisch in den Besitz des Landesherrn des Herzogtums Sachsen-Weißenfels übergegangen.

### Die Kommende im landesherrlichen Besitz und Bemühungen um die Restitution
Allerdings beanspruchte der Malteserorden (wie der Johanniterorden nach der Übersiedlung nach Malta auch genannt wurde) die Kommende Weißensee nach wie vor als sein Eigentum. 1675 wurde Johann Philipp Freiherr von Schönborn zum Kommendator von Weißensee ernannt, was freilich nur noch ein Titel war. Er resignierte die Kommende Weißensee 1686. Auf ihn folgte ab 1687 Reichsfreiherr Maximilian Heinrich Baron von Burscheid als Kommendator von Schleusingen und Weißensee. 1689 versuchte der Baron die Kommende Weißensee wieder in Besitz zu nehmen. Der Amtsschösser Christian Gieselang ließ ihn aber mit Hilfe seiner Mannschaft gewaltsam wieder aus dem Ordenshof entfernen. Dieses rüde Vorgehen hatte natürlich ein gerichtliches Nachspiel beim Reichskammergericht zu Wetzlar; Herzog Johann Adolph I. und sein Amtsschösser Gieseling wurden vom Malteserorden wegen Friedensbruch und auf Rückgabe des Ordenshofes angeklagt. Allerdings mahlten die Mühlen der Justiz damals sehr langsam, und es kam schließlich erst 1695 zur Erörterung des Vorfalls.
Im Falle des Friedensbruches erklärte sich das Gericht für nicht zuständig. Dagegen wurde die Sache Rückgabe des Ordenshofes zur Verhandlung angenommen. Herzog Johann Adolph bezweifelte die Zuständigkeit des Reichskammergerichts in Wetzlar in diesem Fall. Er führte weiter aus, dass er der rechtmäßige Besitzer der Ordensgüter sei und sich der Kommendator Burscheid nicht legitimiert hätte. Seit dem Tod des Kommendators Forer 1671 habe sich kein neuer Kommendator mehr in Weißensee sehen lassen. Der Prozess zog sich hin, und erst 1695 entschied das Reichskammergericht, dass der Ordenshof mit allen Pertinenzstücken an den Orden zurückgegeben werden müsse. Doch Herzog Johann Adolph beachtete das Urteil nicht, und 1697 trat sein Sohn Johann Georg die Regierung an. Auch er gab den Ordenshof nicht zurück. Der Ordenshof wurde weiter verpachtet. 1707 betrug die jährliche Pachtsumme immerhin 1.500 Gulden. Außerdem musste der Pächter die Besoldung der Geistlichen in Höhe von jährlich 551 Gulden und 602 Scheffel Frucht tragen.
Johann Georg starb 1712, ihm folgte sein Bruder Herzog Christian von Sachsen-Weißenfels nach. Am 16. September 1723 erging sogar ein Mandat von Kaiser Karl VI., dass der Ordenshof Weißensee an den Malteserorden ausgehändigt werden müsse; doch auch dieses Mandat zeigte keine Wirkung. 1736 starb Herzog Christian, und ihm folgte sein jüngster Bruder Johann Adolph II. in der Regierung nach. 1738 beauftragte der Kaiser schließlich den Kurfürsten Friedrich August II. von Sachsen mit der Vollstreckung des Mandats. Doch auch dieses Mal unterblieb die Rückgabe des Ordenshofes. 1746 starb schließlich Johann Adolph II. ohne männliche Nachkommen. Das Fürstentum Sachsen-Weißenfels fiel an das Kurfürstentum Sachsen zurück.
Auch der sächsische Kurfürst Friedrich August II. (als polnischer König August III.) dachte nicht daran, die Kommende Weißensee an den Malteserorden zurückzugeben. 1747 verlieh er den Ordenshof in Weißensee zusammen mit den Vorwerken in Kutzleben und Obertopfstedt sowie die Zinsen, die der Kommende Weißensee aus den Dörfern Obertopfstedt, Kutzleben, Günstedt und Herrnschwende zustanden, an seinen Ersten Minister Heinrich von Brühl zu seinem Rittergut Gangloffsömmern. Am 28. Oktober 1763 starb Graf Heinrich von Brühl, Kurfürst Friedrich August II. war nur wenige Tage vorher am 5. Oktober 1763 verstorben. Der Ordenshof in Weißensee fiel an den neuen Kurfürsten Friedrich Christian zurück und blieb danach zunächst in landesherrlichem Besitz. Die Kommende Weißensee gehörte zum landesherrlichen Amt Weißensee im Thüringischen Kreis des Kurfürstentums Sachsen.
Der damalige Kommendator von Schleusingen und Titular-Kommendator von Weißensee Franz Jakob Ferdinand Martin Freiherr von Franken sah nun eine neue Gelegenheit, die Rückgabe des Ordenshofes aufgrund der schon seit einiger Zeit ergangenen Gerichtsurteile beim neuen Kurfürsten Friedrich Christian zu betreiben. Doch er starb bereits nach 74 Tagen Herrschaft. Ihm folgte sein noch minderjähriger Sohn Friedrich August III. nach, für den bis 1768 seine Mutter die Regierungsgeschäfte führte. Doch auch dieser Landesherr versuchte die Rückgabe zu verschleppen. Zunächst trug er dem Stadtrat von Weißensee und dem dortigen Justizmann auf, die Sache zu untersuchen und Bericht zu erstatten. Durch diese Verzögerungstaktik vergingen wiederum Jahre; Kommendator Franz Jakob Ferdinand Martin Freiherr von Franken verstarb 1773 über der Sache.

### Die Restitution der Kommende Weißensee
Erst 1774 wurde für die Rückübertragung der Kommende Weißensee an den Johanniterorden, oder an den Malteserorden, eine Lösung gefunden, die für beide Seiten tragbar war. Der sächsische Oberhofmeister und Kabinettsminister Franz Joseph Freiherr von Griset zu Forell war Malteserordensritter und Kommendator der Kommenden Sulz, Colmar, Mülhausen (Elsaß), Schwäbisch Hall und Affaltrach. Er fühlte sich dem Orden verpflichtet, die Kommende Weißensee für den Orden zurückzugewinnen. Vom damaligen Großmeister Francisco Ximenes de Texada erhielt er für sich und seinen Neffen Freiherr Nikolaus Bruno von Griset zu Forell die beiden Kommenden Schleusingen und Weißensee. Mit dieser Bulle des Großmeisters legitimierte er sich beim sächsischen Kurfürsten Friedrich August III., der schließlich die Kommende dem Orden zurück erstattete. Franz Joseph Freiherr von Griset zu Forell musste allerdings die kurfürstliche Landeshoheit und Gerichtsbarkeit anerkennen. Auch musste er sich zur Besoldung der Geistlichen verpflichten, die bisher von der kurfürstlichen Kammer erfolgt war. Er musste außerdem die Armen verpflegen. Dafür wurde ihm die unentgeltliche Versorgung der Kranken und Invaliden im Weißenseer Hospital erlassen.
Franz Joseph Freiherr von Griset zu Forell forderte jedoch für die Zeit von 1693 an, in der die Erträge der Kommende der kurfürstlichen Kammer zugutekamen, eine Entschädigung von 21.562 Reichstalern. Friedrich August III. genehmigte die Zahlung unter der Bedingung, dass der noch immer laufende Prozess des Ordens gegen das Kurfürstentum Sachsen eingestellt würde und auch in Zukunft keine Klage gegen ihn mehr erhoben würde. Die Zusage des Kurfürsten zur Kompensationszahlung wurde aber nicht voll eingehalten. Franz Joseph Freiherr von Griset zu Forell musste sich letztendlich mit einer Zahlung von 10.000 Talern zufriedengeben und leistete dann die Erbhuldigung. Er konnte mit der Kompensationszahlung immerhin Wohnungen für die Weißenseer Geistlichen bauen und dringend notwendige Reparaturen an den Wirtschaftsgebäuden ausführen lassen. 1777 erhielt er auch fünf Holzungen zurück, die früher zur Kommende Weißensee gehört hatten und deren Erträge der Landeskammer zugeflossen waren.
1774 hatte Kommendator Franz Joseph Freiherr von Griset zu Forell den Ordenshof für die Pachtsumme von jährlich 1996 Taler 3 Groschen an den Amtmann Wagner verpachtet, der den Ordenshof bereits seit 1752 gepachtet hatte. Der Pachtvertrag wurde aber 1777 vorzeitig aufgelöst, da Wagner die Unterhaltung der Gebäude völlig vernachlässigt hatte und überwiegend zum eigenen Vorteil wirtschaftete. Unter dem neuen Verwalter Jacob Wilhelm Weiße verbesserte sich die wirtschaftliche Lage des Ordenshofes wieder. An den Gebäuden wurden Ausbesserungen vorgenommen, und die Erlöse stiegen. Franz Joseph Freiherr von Griset zu Forell übergab 1780 den Ordenshof an seinen Neffen Nicolaus Bruno von Griset zu Forell; er blieb aber formal Kommendator bis zu seinem Tod 1786.
Der neue Verwalter und ab 1786 auch Kommendator Nikolaus Bruno von Griset zu Forell ließ den Ordenshof nach dem Weggang von Jacob Wilhelm Weiße zunächst von Johann Friedrich Schulmeister administrieren. Er ließ einige Wirtschaftsgebäude neu errichten. 1789 verpachtete er den Ordenshof an den Amtmann Christian Gottfried Starke. Da Kommendator Griset zu Forell als kursächsischer Militär öfter abwesend war, ließ er sich in Zeiten seiner Abwesenheit durch seinen Bruder Johann Freiherr von Forell auf seinen beiden Kommenden Schleusingen und Weißensee vertreten. 1793 ließ Kommendator Griset zu Forell ein umfassendes Grundbuch anlegen, das die Viehbestände des Hofes, alle Gebäude und die Gerätschaften und das Mobiliar in den Gebäuden, den Grundbesitz und alle Geld- und Naturalzinsen aus 28 Orten der Umgebung von Weißensee verzeichnet. Weiter sind die Rechte und Pflichten gegenüber der Stadt und dem Landesherrn aufgeführt. Die Kommende war von der Schock-, Quatember- und Accis-Fleischsteuer befreit. Dem Kommendator stand das Recht zu, die Pfarrer in Kutzleben, Schönstedt, Trebra und Linderbach zu präsentieren. Mit den Einnahmen des Gutes waren die Geistlichen, die Kirchendiener und die Lehrer zu besolden. 1799 musste der Pächter Tobias Starke dem Kommendator Griset zu Forell eine jährliche Pension von 180 Talern ausbezahlen. Hinzu kamen 90 Reichstaler Pension an den Sekretär des Kommendators Charles des Bordes und 50 Reichstaler an den Kommendesekretär Ernst Heinrich Pfister. Nicolaus Bruno von Griset zu Forell starb 1800 in Erfurt und wurde dort am 28. März beigesetzt.

### Das Grundbuch von 1793
Das von Kommendator Nicolaus Bruno von Griset zu Forell 1793 angelegte Grundbuch gibt einen Überblick über die Größe des Betriebs und dessen Grundbesitz, sowie auch die Einnahmen. Der Viehbestand ist taxiert.
- 13 Pferde zu 358 Taler 4 Groschen
- 41 Stück Rindvieh zu 321 Taler 11 Groschen
- 51 Schweine zu 162 Taler
- 587 Schafe zu 687 Taler 20 Groschen
- Geschirre (für die Zugtiere) im Wert von 170 Taler 10 Groschen

Hinzu kamen 27 Hühner, 3 Hähne, 15 Enten und 11 Gänse. Gelagert wurden 92 Scheffel Roggen, ¾ Scheffel Sommer-Rübsamen und 8 Scheffel Roggen, die Scheffel zu Nordhäuser Mess. Eine gute, kupferne Braupfanne hatte eine Größe von 30 Eimern.
In der Flur Weißensee lagen 746¾ Acker Ackerland uns 190½ Acker Wiesen. 32 Acker Weinberge waren verpachtet. Drei Wälder in Trebra (14 Acker), Hauteroda (48 Acker) und Oberbösa (123½ Acker) summierten sich auf zusammen 185½ Acker. Dem Ordenshof gehörte auch eine Waidmühle vor der Stadt. Das Vorwerk Obertopfstedt hatte eine Größe von 383 Acker und das Vorwerk in Kutzleben maß 346 Acker. Hinzu kam verpachtetes Land in der Umgebung und auf Weißenseer Flur von 188¾ Acker. Alles zusammen gerechnet hatte der Ordenshof eine Größe von 2072½ Acker. Nach dem Nordhäuser Maß hatte ein Acker 160 Quadratruten und maß 27,716 Ar. Umgerechnet auf das heutige Flächenmaß hatte der Weißenseer Ordenshof somit insgesamt eine Größe von 574 ha.
Aus folgenden Orten kamen Geld- und Naturalzinsen ein:
- Weißensee
- Büchel
- Vippachedelhausen
- Frömmstedt
- Griefstedt
- Günstedt
- Haussömmern
- Herrnschwende
- Holzengel
- Hornsömmern
- Kannawurf
- Kindelbrück
- Kutzleben
- Mittelsömmern
- Neusiß
- Obertopfstedt
- Ottenhausen
- Scherndorf
- Straußfurt
- Trebra
- Tunzenhausen
- Waltersdorf

Die jährlichen Geldzinsen betrugen damals 160 Taler 14 Groschen und 47/80 Pfennige. Die jährlichen Naturalzinsen beliefen sich auf 273¾ Scheffel 8 Metzen Weizen, 117 Scheffel Korn (= Dinkel), 430 Scheffel Gerste und 361 Scheffel 612 Metzen Hafer. Hinzu kamen Abgaben von knapp 5 Pfund Wachs, 2 Gänse, 100½ Michelshühner (waren zu Michaelis am 29. September abzuliefern), 10 Fastenhühner und 1½ Schock (= 90) Eier. Im Ordenshof wurden eine Brauerei und ein Bierausschank betrieben.

### Das Ende des Weißenseer Ordenshofes

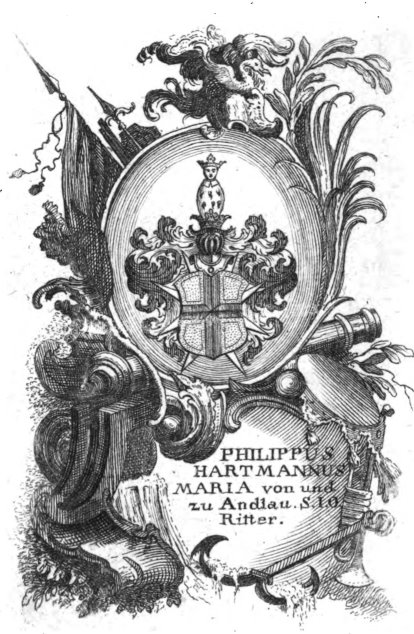
Wappenschild des letzten Kommendators von Schleusingen und Weißensee Philipp Hartmann von Andlau (aus dem Wappenkalender des Johanniter- oder Malteserordens von 1786)

Der letzte Kommendator der Kommenden Schleusingen und Weißensee war Philipp Hartmann Freiherr von Andlau zu Birseck. Wenn er sich in Thüringen aufhielt, wohnte er auf dem Berghof Lange Bahn bei Schleusingen wie auch schon sein Vorgänger Nicolaus Bruno von Griset zu Forell. Er war eine markante Persönlichkeit, Georg Sauer widmete dem letzten Johanniterritter im Thüringer Wald einen kleinen Artikel in der Gartenlaube. In Weißensee trat er weniger in Erscheinung. So kaufte er 1808 das Wohnhaus des Diakons Herold für 600 Reichstaler und machte es zur Dienstwohnung des Diakons. 1810 wurde die Kommende aufgehoben und ging in den Besitz des Königreiches Sachsen über. 1810 endete auch die Amtszeit des Pächters Tobias Starke. Neuer Pächter wurde Christoph Leopold Werth, der 3.000 Taler jährlich als Pacht bezahlen musste. Dem Kommendator von Andlau wurde seine Pension weiter bezahlt. Er starb am 8. Mai 1814 in Freiburg im Breisgau.
Das Königreich Sachsen musste nach den Beschlüssen des Wiener Kongresses 1815 die Gebiete der ehemaligen Landgrafschaft Thüringen, darunter auch den Thüringischen Kreis, an Preußen abtreten. 1816 wurde der neue Landkreis Weißensee in der preußischen Provinz Sachsen gegründet, die Runneburg bei Weißensee wurde Sitz der neuen Kreisverwaltung. Das Amt Weißensee blieb bestehen. Der ehemalige Ordenshof in Weißensee wurde zusammen mit den Ordenshöfen in Obertopfstedt und Kutzleben preußische Staatsdomäne. Die Domäne war bis 1820 an den Ökonomen Spangenburg verpachtet. Ihm folgte der Amtmann Scheller, der 1826 verstarb. Dessen Witwe führte den Betrieb noch zwei Jahre weiter; dann starb auch sie. 1828 wurde die Staatsdomäne zum Verkauf ausgeschrieben. Es fand sich aber kein Käufer, der die Staatsdomäne insgesamt übernehmen wollte. So wurden in einer Versteigerung die Grundstücke und Gebäude in und um Weißensee einzeln versteigert. Der Hof in Obertopfstedt wurde an den Oberamtmann Carl Nobbe und dessen Bruder Regierungspräsident Friedrich August Nobbe verkauft. Den Hof in Kutzleben kaufte Christian Wadsack, der dort bereits ein großes Gut besaß. Insgesamt brachte der Verkauf der ehemaligen Ordenskommende und derzeitigen Staatsdomäne 83.232 Taler und 6 Silbergroschen in die Staatskasse. Die Grundstücke in den Ortschaften außerhalb von Weißensee wurden an dortige Bauern veräußert, zum Teil waren sie auch schon vor der Versteigerung verkauft worden.

## Das Hospital bzw. die Hospitäler in Weißensee
In Weißensee lässt sich über Jahrhunderte ein Hospital (oder mehrere Hospitäler?) nachweisen, das (die) von den Johannitern betrieben wurde(n). Die Hospitalgeschichte ist aber weitgehend unerforscht.
Es ist eher unwahrscheinlich, auch aufgrund der weiter unten aufgeführten Urkunden von 1335 und 1337, dass die Johanniter mit der Gründung der Kommende auch gleichzeitig ein Hospital einrichteten. Nach Gerd Schlegel lassen sich in der ersten Hälfte des 14. Jahrhunderts außerhalb der Stadt Weißensee zwei Hospitäler nachweisen. Das eine Hospital lag unmittelbar vor dem Helbetor, dem nördlichen Stadttor, in der Gabelung der aus Weißensee heraus führenden Straße nach Günstedt bzw. nach Ottenhausen an der Straße nach Günstedt. Das zweite Hospital lag etwas weiter von den Stadtmauern entfernt vor dem südlichen Fischertor zwischen Obersee (oder auch dem Weißen See) und dem Pfaffenstieg am Weg nach Wundersleben. Vermutlich war eines der beiden Hospitäler ein Leprosorium, denn in der Urkunde von 1337 werden Aussätzige erwähnt, die vor den Mauern der Stadt betreut wurden. Für ein drittes Hospital innerhalb der Stadt, ob städtisch oder durch die Johanniter geführt, fehlen Belege. Das südlich der Stadt gelegene Hospital wurde bis spätestens im 15. Jahrhundert aufgelöst. Eines dieser Hospitäler muss bereits 1256 existiert haben, denn bei einem Güterverkauf in Topfstedt wird unter den Zeugen auch ein Baldewinus de Capella, praepositus (Vorsteher) des Hospitals in Weißensee genannt.
1337 übertrugen der Bürgermeister und der Rat der Stadt Weißensee im Namen aller Bürger und mit Zustimmung des Markgrafen Friedrich die Vormundschaft über die Siechen der Stadt den Johanniterbrüdern in der Kommende Weißensee. Dazu machten sie den Johannitern eine umfangreiche Schenkung, aus deren Erlösen die Kosten für den Unterhalt der Hospitäler zu finanzieren war. An Grund und Boden: 160 Acker gutes Land, 14 Acker Wiesen und Weinberge verstreut in den Fluren der Stadtmarkung und 43 Acker Holz zu Rode (Hauteroda). Hinzu kamen Zinsen von Häusern, Scheunen und Land in und nahe der Stadt sowie Zinsen von 11 Höfen, in Form von Geld und Federvieh. Außerdem erhielten die Johanniter den sog. Siechenpfennig, der je zur Hälfte am St. Severins-Tag (23. Oktober) und am Walpurgistag (1. Mai) zu zahlen war. Die Johanniter versprachen, dass sie die erhaltenen Güter weder versetzen noch verkaufen würden, und die Zinsen und den Ertrag der erhaltenen Güter nur zum Wohl der Siechen verwenden würden. Weiter versprachen sie die Versorgung von drei Aussätzigen in einem Hospital vor der Stadt und Herberge für Bedürftige. Weiter mussten die Johanniter jeden Tag vor Sonnenaufgang in der Kirche St. Petri eine Messe halten zu Ehren und dem Gedächtnis des Edlen Herrn Markgrafen und seiner Eltern, und zum Troste der Stadt Weißensee, der Siechen und allen, die ihre Almosen dazu geben. Die Johanniter verpflichteten sich außerdem, auf ihrem Grund und Boden ein Hospital zu erbauen und darin drei reine Sieche aufzunehmen. Nach dem Tod dieser drei Personen sollte der Stadtrat wiederum drei Personen benennen, die dann in den Genuss der Pfründe kommen sollten. Dieses Hospital war nach dem Wortlaut der Urkunde eher ein Altersheim als ein Krankenhaus. Elf Johanniterbrüder werden in der Urkunde namentlich genannt. Gerd Schlegel hat jedoch die folgende, zwei Jahre früher ausgestellte Urkunde übersehen.
1335 mussten Bruder Dietrich Greve und Bruder Johann Wichardis (sin kumpán in dem Spital zu Wyßensee) fünf Äcker, die an die Seelache stießen (Flur nordöstlich von Weißensee) und die früher Dietrich von Scherndorf gehört hatten, um 10½ Pfund Erfurter Pfenninge dorch brandis not an Berthold von Erxleben, den Kommendator der Deutschordenskommende Griefstedt verkaufen. Rudolf der Vitzthum, Kommendator in Weißensee und der Prior Konrad von Eisenach, Rudolf von Schinstet, Heinrich ern Geroldis, die Ratsmeister sowie Berthold von Weimar und der Rat der Stadt Weißensee gaben dazu ihre Erlaubnis. Welchem der zwei (oder vielleicht doch drei?) Hospitäler die beiden oben genannten Brüder vorstanden, ließ sich nicht ermitteln. Da dieses Hospital durch einen Brand beschädigt oder zerstört wurde – der große Stadtbrand (1331) lag erst vier Jahre zurück – lässt daher eher an ein innerstädtisches Hospital denken. Auch ob die genannten Brüder Johanniterbrüder waren, ist nicht klar. Hier müssen weitere, eingehendere Untersuchungen zur Hospitalgeschichte in Weißensee abgewartet werden. Mitte des 16. Jahrhunderts war ein innerstädtisches Hospital vorhanden sowie das außerhalb und nördlich der Stadt gelegene Sondersiechenhaus.

## Der Obere Hof bei Oberhof und der Untere Hof bei Crawinkel
Zur Kommende Weißensee gehörte auch der Obere Hof (Oberhof) an der Passstelle der alten Loibenstraße (Straße Erfurt-Meiningen-Würzburg) über den Thüringer Wald. 1470 wurde die „Herberge auf dem Walde“ erwähnt, bei der sich auch ein Johanniterhospiz befand. In diesem Jahr verkaufte der Weißenseer Kommendator Friedrich von Stein den Oberen Hof (oder Oberhof), der der späteren Stadt Oberhof seinen Namen gab, an die Grafen von Gleichen.
Kommendator Friedrich von Stein war zwar von Herzog Wilhelm III. von Sachsen in das Amt des Kommendators von Weißensee gehievt worden, und die Ordensleitung bestätigte auch erst nachträglich seine Ernennung. Er fiel aber durch seine üble Misswirtschaft auch bei Herzog Wilhelm III. in Ungnade und musste das Kommendatoramt aufgeben.
Der sogenannte Untere Hof (oder Unterhof) lag am Fuße der Passstrecke bei Crawinkel und soll ebenfalls zur Kommende Weißensee gehört haben. Noch um 1555 hatte die Kommende Zinseinnahmen und eine freie Hofstatt, die allerdings zu dieser Zeit um 50 Gulden verkauft wurde.

## Die Filialhäuser (Membra) der Kommende Weißensee
Zur Ballei Thüringen der Ordensprovinz Alamania gehörten noch in den ersten Jahrzehnten des 14. Jahrhunderts vier kleine Kommenden: (Freien-)Bessingen, (Kirch-)Heilingen, Kutzleben und (Ober-)Topfstedt. Im Zuge der Konzentration in den Verwaltungsstrukturen im Johanniterorden während der ersten Hälfte des 14. Jahrhunderts sanken diese Ordenshäuser bis spätestens 1367 zu Membra oder Filialhäusern der Kommende Weißensee herab. 1367 wurde als Soll-Personal festgesetzt:
- Membrum Kutzleben: ein Priester und zwei Laien
- Membrum Bessingen: ein Priester und zwei Laien
- Membrum Topfstedt: ein Priester und ein Laie
- Membrum Heilingen: ein Priester und ein Laie

Im Verlauf des Spätmittelalters ging der Besitz in (Freien-)Bessingen und (Kirch-)Heilingen völlig verloren. In Freienbessingen hatte die Kommende Weißensee im Spätmittelalter noch die Kollatur, d. h. das Recht zur Einsetzung des Priesters, das jedoch in der Reformationszeit ebenfalls verloren ging. Der Besitz in Topfstedt, genauer in Obertopfstedt und in Kutzleben wurde zu zwei Ordenshöfen konzentriert, die durch Verwalter administriert oder insgesamt verpachtet wurden. Sie blieben mit der Kommende Weißensee verbunden bis zur Verstaatlichung und dem Verkauf Anfang des 19. Jahrhunderts.
1740 wurde die Größe des Ordenshofes in Kutzleben mit 303½ Acker Land, Wiesen und Gärten und 44 Acker Holz angegeben, die für 250 Gulden verpachtet waren. Aus dem Wald musste allerdings Brennholz für den Pfarrer von Kutzleben abgegeben werden. Zum Ordenshof in Obertopfstedt gehörten 10 Hufen, 19 Acker Land und 24 Acker Wiesen, die ab 1740 von Weißensee aus administriert wurden. 1743/44 betrugen die Gesamteinnahmen aus dem Weißenseer, dem Kutzlebener und dem Obertopfstedter Ordenshof nach Abzug der Deputate und Besoldungen der Geistlichen 2344 Taler. Separate Abrechnungen für die Ordenshöfe Obertopfstedt und Kutzleben liegen nicht vor.
Nach den Angaben von 1793 betrug die Größe des Ordenshofes in Topfstedt 152½ Acker Winterfeld, 103 Acker Sommerfeld, 103½ Acker Brachfeld und 24 Acker Wiesen, also insgesamt 383 Acker. Der Ordenshof in Kutzleben maß 82 Acker Winterfeld, 94 Acker Sommerfeld, 105 Acker Brachfeld, 21 Acker Wiesen und 44 Acker Wald, insgesamt 346 Acker.

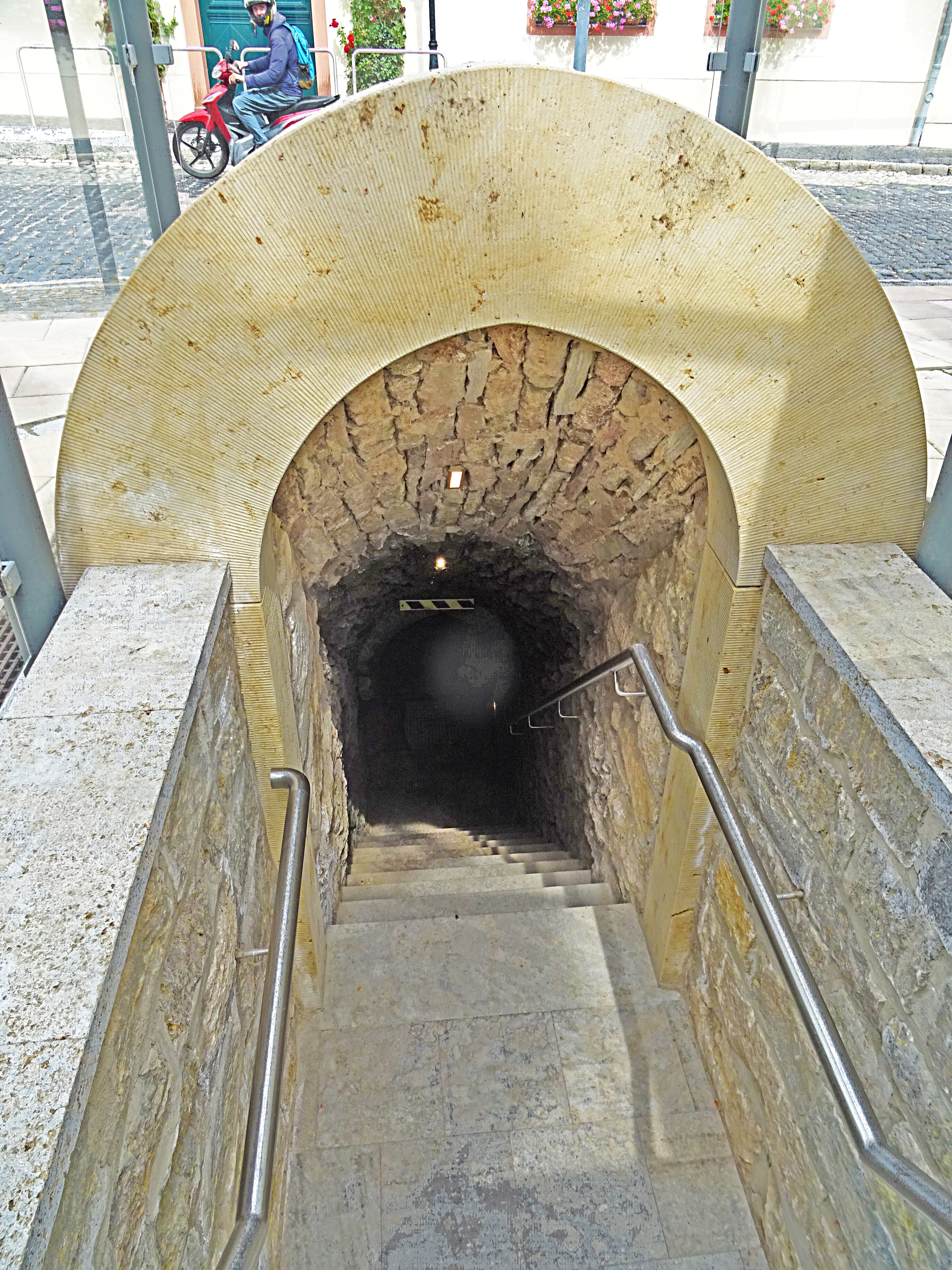
Eingang zum unterirdischen Kanal unter der Johannisstraße

## Die Wasserversorgung der Oberstadt im Mittelalter
Eine besondere Ingenieurleistung war die Wasserversorgung der Oberstadt von Weißensee, die nach Hagke in den Jahren um/nach 1368 realisiert wurde. Die Oberstadt lag über 20 Höhenmeter über Ober- und Untersee und konnte nur mit Fuhrwerken oder mit einigen wenigen Brunnen mit Frischwasser versorgt werden. Auch beim Stadtbrand von 1331 machte sich der Wassermangel in der Oberstadt sehr negativ bemerkbar, da viel zu wenig Löschwasser aus den wenigen Brunnen zur Verfügung stand. Vermutlich entstanden in den Jahrzehnten nach diesem Stadtbrand die Pläne, die Wasserversorgung in der Oberstadt zu verbessern. In der Literatur wird vermutet, dass die Johanniter eine maßgebliche Rolle bei der Realisierung des Projekts spielten. Urkundliche Belege dafür gibt es aber nicht. Sicherlich mussten sie sich aber finanziell am Projekt beteiligen, denn sie profitierten sehr stark durch die Versorgung mit ausreichend Frischwasser.

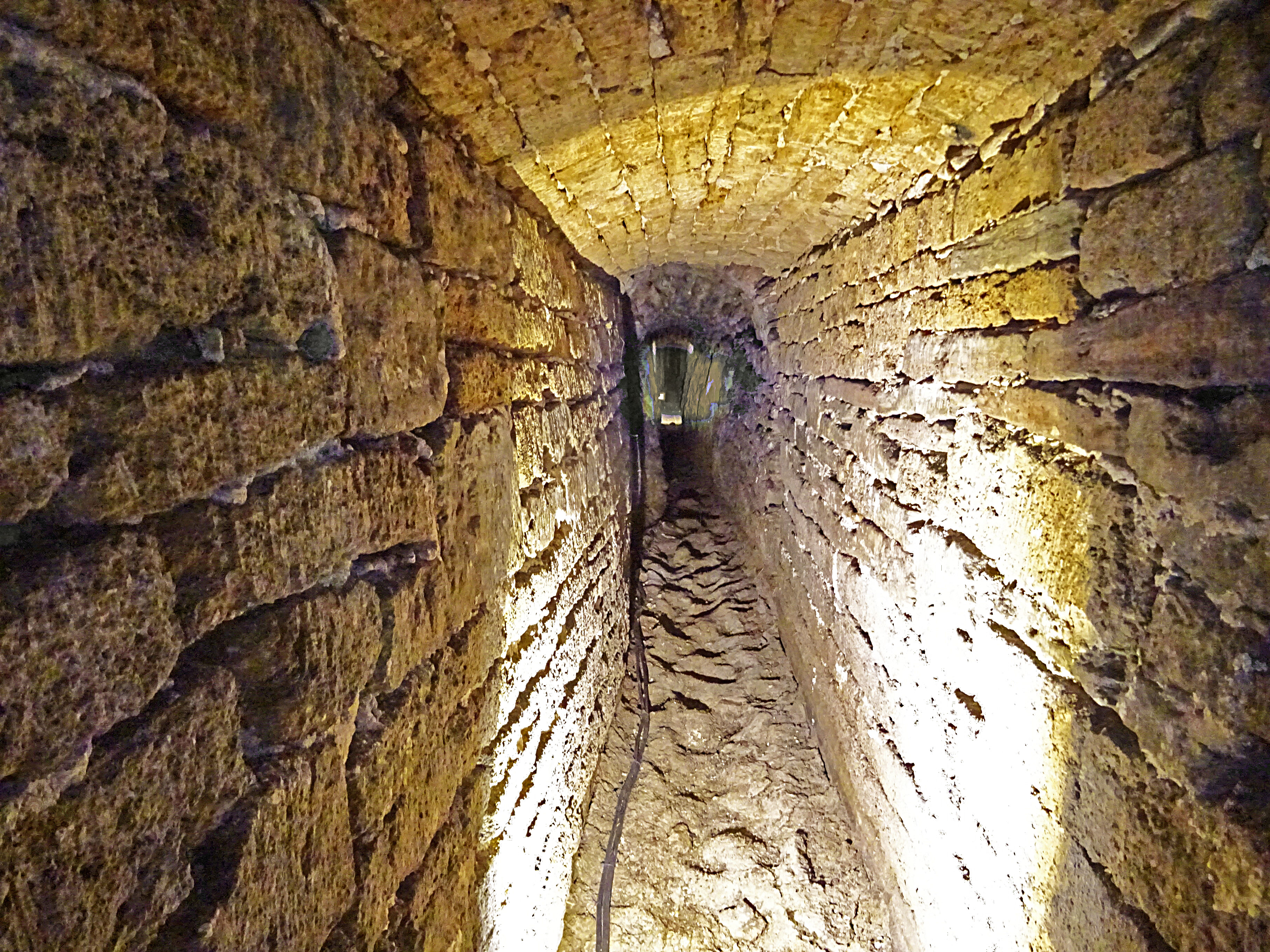
Unterirdischer Gang unter der Johannisstraße

Für das Projekt wurde die Helbe zwischen Wasserthaleben und Westgreußen durch ein Wehr gestaut. Dadurch wurde ein Teil des Wassers in einen älteren, z. T. wohl künstlichen Flusslauf geleitet, der etwas weiter südlich der Helbe mit sehr geringem Gefälle in größerer Höhe verlief. Dieser künstlich (wieder) geschaffene Flusslauf, die sogenannte Sächsische Helbe, östlich von Ottenhausen schließlich kanalisiert, kam dann bei Weißensee leicht höher als die Nordostecke der Oberstadt an. Auf ihrem 19 km langen Lauf hat die Sächsische Helbe ein Gefälle von nur 0,6 mm pro Meter. Die Sächsische Helbe verläuft allerdings nördlich einer Senke, die sich nördlich der Stadtmauern von Weißensee in Ost-West-Richtung erstreckt. Zur Überquerung dieser Senke musste nun ein über 10 Meter hoher Damm von 280 Meter Länge und mit einer Breite von 5 bis 6 Metern an der Krone errichtet werden. Dazu mussten rd. 60.000 m³ Erde aufgeschüttet werden. Nach Hagke erforderte die Konstruktion des Dammes eine Bauzeit von sechs Jahren. In der Nordostecke der Oberstadt angekommen führte der Wasserlauf in zwei Armen durch die Stadt. Einer verlief zunächst in einem unterirdischen Gang unter der Johannisstraße und dem Markt, trat dort aus und floss weiter offen unterhalb der Burg zum Obersee. Der andere Wasserlauf floss offen durch die Lange Gasse zum Obersee. Die Johanniter zweigten einen Teil des Wassers ab und leiteten es über das Kommendegelände bis zu einem Teich auf dem Gelände. Der Wirtschaftsbetrieb mit einem großen Tierbestand und die Brauerei hatten sicher einen hohen Wasserbedarf.
Nach einem Kopialbuch des 15. Jahrhunderts soll der Bau des Helbekanals und des Dammes in den Jahren 1378 bis 1384 von einem Baumeister Conradus aus Gotha ausgeführt worden sein. Regionalforscher sehen aber in den Johannitern die geistigen Väter des Baues, die auch die entsprechenden Verbindungen zu Fachleuten gehabt hätten. Sie wollen das Wasserbauprojekt außerdem auch schon in die 1330er Jahre verlegen. Als Hinweis dafür sehen sie eine Notiz in einem Urbar von 1350, indem zwei Mühlen, die Seemühle und eben eine Helbemühle vor der Stadt Weißensee erwähnt werden. Allerdings schreibt Hagke, dass die Sächsische Helbe in Ottenhausen und bei Weißensee schon vor dem Dammbau zwei Mühlen antrieb. Das bedeutet, dass die Kanalisierung der Sächsischen Helbe dem Dammbauprojekt vorausging, und dass die Sächsische Helbe wahrscheinlich ursprünglich zum Mühlenbetrieb angelegt wurde. Am Bau des Dammes in den Jahren 1378 bis 1384 ist daher nicht zu zweifeln.

## Kommendatoren/Komture
Die Liste wurde im Wesentlichen der Arbeit von Gerd Schlegel entnommen, mit einigen Korrekturen und Ergänzungen aus anderen Arbeiten.
| Amtszeit                  | Kommendator | Bemerkungen und sonstige Ämter |  |
| ------------------------- | --- | --- |  |
| 1234                      | Konrad | Magister/Meister |  |
| 1248                      | Eckehardus von Strubesforde (Straußfurt) | Magister/Meister |  |
| 1249, 1251, 1256          | Johannes | Kommendator, war 1249 Zeuge |  |
| 1272                      | Wasmod/Wachsmod | Vicekommendator |  |
| 1291                      | Guntherus | Kommendator |  |
| 1292                      | Theoderich genannt von Weimar | Kommendator zu Weißensee |  |
| 1297                      | Thomas de Wimar | Kommendator (verschrieben für Theoderich von Wimar?) |  |
| um 1300                   | Graf Hans von Honstein | Kommendator |  |
| 1311                      | Heinrich Stapiel/Stapil | Kommendator |  |
| 1315 bis 1320             | Burchard/Burkhard | Kommendator, Hermann, Prior, (1316) Kommendator zu Weißensee, Kutzleben und Bessingen |  |
| 1324                      | Rudolf | Prior von Weißensee |  |
| um 1330                   | Johann von Jassa | Kommendator |  |
| 1335                      | Rudolf der Vitztum/Vitzthum | Kommendator, Conrad von Isenache/Eisenach, Prior |  |
| 1337                      | Ludolph von Vippech (Vippach) | Kommendator |  |
| 1338                      | Ludwig von Greußen | Kommendator, war 1324 Generalkommendator in Thüringen |  |
| 1339, 1342                | Johannes Sachse/Saxe | Kommendator 1338 Kommendator in Heilingen |  |
| 1353                      | Hug von Erff | Kommendator |  |
| um 1360                   | Graf Heinrich XIV. von Schwarzburg | Kommendator |  |
| 1371, 1382, 1385          | Konrad von Bibra | Kommendator, 1382 Bailli von Thüringen 1383 Johann Melkheim, Statthalter |  |
| 1400                      | Jörge von Bebra | Kommendator und Prior |  |
| 1420                      | Johann Kummer | Kommendator |  |
| 1428, 1434                | Heinrich Hetzebold/Hetzbold | Kommendator, (1428) Hermann Geydel von Heldrungen, Prior, (1434) Hermann Kelner, Prior |  |
| 1438                      | Heinrich von Heilingestedt | Kommendator |  |
| 1440, 1442                | Johann Goßmar | Kommendator, Johann Heyse, Prior |  |
| vor 1449                  | Johannes Erben | Kommendator |  |
| 1455                      | Graf Johann von Henneberg | Kommendator |  |
| 1458                      | Cyriacus von Kranichborn | Kommendator |  |
| 1460 bis 1462 (1468?)     | Stephan von Neuhausen († 1468 in einem Seegefecht gegen die Türken)                                                                            | Kommendator, 1462 ist Johann Heyse, Prior, Heinrich Hemeleib Pietanzmeister |  |
| 1469 bis 1471             | Friedrich von Stein | Kommendator, musste auf Druck von Herzog Wilhelm III. wegen Misswirtschaft auf die Kommende verzichten |  |
| 1471 bis 1475             | Johann von Tungede | Kommendator |  |
| 1491                      | Johann Schenk von Stauffenberg | Kommendator |  |
| 1492 bis 1495             | Martin Winkel | Stellvertreter für den abwesenden Kommendator, dessen Name nicht bekannt ist |  |
| 1501 (bis 1518)           | Johannes Rösner | Kommendator, auch Kommendator in Wiesenfeld, Wildungen, Gotha und Droyßig |  |
| 1504                      | Heinrich Wuschelritsz | Vicekommendator |  |
| 1523                      | Simon Iselin († 27. Dezember 1530, in der Johanniterkirche in Colmar begraben)                                                                 | Kommendator in Schleusingen und Weißensee, war 1522 beim Fall von Rhodos dabei, 1523 bis 1530 Kommendator in Colmar |  |
| 1524                      | Michael Heilmann († 1528) | seit 1506 Präzeptor, dann auch Kommendator |  |
| 1528 bis 1542             | Anastasius Schmalz/Smalz/Smalcz von Landau († 1542)                                                                                            | Kommendator zu Schleusingen und Weissensee, auch fälschlich Anastasius Schmidt, er nahm 1540 am Kapitel in Speyer teil |  |
| 1542, 1549                | Andreas Heide | Verwalter |  |
| 1550 bis 1555             | Anton von Königstein († 1555) | Kommendator von Schleusingen und Weißensee, Caspar Voltzschke, Verwalter |  |
| 1558                      | Johann Pottinger | Kommendator von Schleusingen und Weißensee |  |
| 1563 bis 1568             | Gilbrecht von Carben | Kommendator von Weißensee und Schleusingen. schied 1568 aus dem Johanniterorden aus |  |
| 1568 bis 1587             | Johann Georg von Schönborn († 21. Januar 1587, Grab im Mainzer Dom)                                                                            | Kommendator von Schleusingen und Weißensee, 1557 bis 1572(?) Kommendator in Rothenburg ob der Tauber, 1549 bis 1587 Kommendator in Worms, 1571 bis 1587 Kommendator in Mainz, (1566?) 1570 bis 1587 Kommendator in Hemmendorf und Rexingen, |  |
| 1587 bis 1595             | Philipp Lucius Schnouck/Snock/Snouck | Kommendator in Schleusingen und Weißensee, 1587 Kommendator von Mechelen und Aachen, 1587 bis 1593 Eberhard Ittiges Verwalter in Weißensee Schlegel schreibt: 1586, ist die maltesische Zählung, das neue Jahr beginnt erst im April |  |
| 1595 bis 1602             | Valentin von und zu der Heese († 1602, Grabinschrift in der Johanniterkirche in Würzburg)                                                      | Kommendator von Schleusingen und Weißensee, 1571 in den Orden aufgeschworen, 1578 bis 1602 Kommendator in Rothenburg ob der Tauber und Würzburg, 1578 designierter Kommendator der Kommende Droyßig (konnte sich aber nicht durchsetzen), 1601 bis 1602 Titular-Prior von Dacien |  |
| 1605 bis 1612             | Johann Friedrich Hund von Saulheim (nach 1550, † 19. März 1635 in Heitersheim, in der dortigen Franziskanerkirche beigesetzt)                  | 1581 in den Orden aufgeschworen, 1593 Stellvertreter des Großbailli, 1597 Kommendator von Kleinerdlingen, 1597 Kommendator von Tobel, 1600 bis 1602 Kommendator von Rohrdorf-Dätzingen, 1601 bis 1605, Titular-Bailli von Brandenburg, 1603 Kommendator von Mosbach, 1605 bis 1612 Kommendator von Würzburg-Biebelried, 1605 bis 1612 Kommendator von Schleusingen und Weißensee, 1605 bis 1607 Titular-Prior von Dacien, 1607 bis 1609 Titular-Prior von Ungarn, 1609 Großbailli, 1610 bis 1612 Kommendator von Rottweil, 1612 bis 1635 Großprior und Kommendator in Bubikon |  |
| 1613 bis 1632             | Albrecht von Muggenthal zu Hexenagger | Kommendator von Schleusingen und Weißensee, 1613 bis 1622 Kommendator in Mainz. 1622 General in der bayerischen Armee, 1619 bis 1624 Lorenz Dreg, Verwalter, 1624 bis 1628 Ernst Adolph von Ottern, Verwalter |  |
| 1632 bis 1635             | Kommende war sächsisches Kameralgut | |  |
| 1635 bis 1638             | Jacob Christoph von Andlau († 1638 in Malta)                                                                                                   | Kommendator von Schleusingen und Weißensee, 9. Mai 1635 bis 1638 Großbailli, 1636 bis 1637 Kommendator von Burgsteinfurt, Lage, Villingen und Rottweil nahm am 11. Mai 1631 am Generalkapitel des Ordens teil |  |
| 1648 bis 1660             | Heinrich Moritz von Wolframsdorf | Kommendator in Schleusingen und Weißensee, kaiserlicher Oberst, 1639 in den Orden aufgeschworen, 1648 bis 1660 Kommendator in Affaltrach und Schwäbisch Hall, 1648 bis 1660 Kommendator in Trier, Adenau und Niederbreisig |  |
| 1664 bis 1671             | Ulrich Forer von Luzern († 1671) | Kommendator von Schleusingen und Weißensee. 1664 bis 1671 Kommendator in Regensburg und Altmühlmünster |  |
| 1675 bis 1686             | Johann Philipp Freiherr von Schönborn († 1703 und im Mainzer Dom begraben)                                                                     | Kommendator von Schleusingen und Weißensee. 1671 bis 1703 Kommendator in Würzburg und Biebelried, 1688 bis 1699 Kommendator in Hemmendorf, 1698 Großbailli, 1702 bis 1703 Titular-Großprior von Ungarn |  |
| 1687 bis 1707             | Reichsfreiherr Baron Maximilian Heinrich von Burscheid                                                                                         | Kommendator von Schleusingen und Weißensee, 1699 Kommendator von Herrenstrunden, 1699 Rezeptor in Oberdeutschland, 1701 (Titular-)Kommendator von Münchenbuchsee, 1705 Generalrezeptor in deutschen Landen |  |
| 1702 bis 1704             | Ferdinand Groote/Grotte | Verwalter in Schleusingen und Weißensee, 1702 Eintritt in den Orden, nach 1704 Kommendator von Worms, Altmühlmünster und Regensburg, 1741 nach einem Schiffbruch geriet er in Gefangenschaft und starb 1742 in einem Hospital in Tunis |  |
| 1710 bis 1727             | Graf Philipp Wilhelm von Nesselrode und Reichenstein (* 1678, † 16. Januar 1754 in Valletta)                                                   | Kommendator von Schleusingen und Weißensee, Admiral der Ordensflotte in Malta, ab 1703 Kommendator der Kommende Schwäbisch Hall und Affaltrach, 1711 bis 1727 Kommendator von Lage und Herford, 1721, 1728, 1748, 1750, 1754 Kommendator von Frankfurt und Mosbach, und 1727 bis 1754 Großprior |  |
| 1727 bis 1758             | Bernhard Moritz Dietrich Freiherr von Cappel zur Horst († 1758)                                                                                | Kommendator in Schleusingen und Weißensee, 20. Juni 1698 Aufnahme in den Orden, 1724 bis 1734 Kommendator in Rottweil, 1727 bis 1758 Kommendator zu Lage und Herford sowie Herrenstrunden, 1748 bis 1753 Titular-Bailli von Brandenburg, 1753 bis 1758 Großprior von Dacien |  |
| 1759 bis 1767 (bis 1773?) | Franz Jakob Ferdinand Martin Freiherr von Franken († 1773)                                                                                     | Konventualpriester, Kommendator in Schleusingen und Weißensee, 1767 bis 1773 Kommendator von Regensburg und Altmühlmünster |  |
| 1774 bis 1786             | Franz Joseph von Griset Freiherr von Forell (* 1. März 1701 in Freiburg im Üechtland, † 9. Dezember 1786 in Dresden oder 6./9. September 1786) | Kommendator von Schleusingen und Weißensee, 1731 in den Orden aufgeschworen, kurfürstlich-sächsischer Kabinettsminister, 16. Mai 1739 bis 1786 Kommendator von Sulz, Colmar und Mülhausen, 1753 bis 1756 Kommendator von Rottweil, 1760 bis 1786 Kommendator von Schwäbisch Hall und Affaltrach |  |
| 1788 bis 1800             | Nikolaus Bruno von Griset Freiherr von Forell (* 1743, † 28. März 1800 in Erfurt)                                                              | Kommendator von Schleusingen und Weißensee, 1769 in den Orden aufgenommen, bereits 1780 Nutznießer der Kommende, königlich- französischer Major, später kurfürstlich-sächsischer Generalleutnant |  |
| 1800 bis 1814             | Philipp Hartmann Reichsfreiherr von Andlau zu Birseck (* 3. Juli 1764, † 8. Mai 1814 in Freiburg i.Br.)                                        | letzter Kommendator von Schleusingen und Weißensee, am 23. Februar 1768 in den Orden aufgenommen |  |
| 1814 bis 1815             | vakant | |  |